# Giugliano in Campania
Giugliano in Campania (AFI: [ʤuʎˈʎaːno iŋ kamˈpaːnja], comunemente chiamato Giugliano) è un comune italiano di 124 580 abitanti della città metropolitana di Napoli in Campania. È il primo comune d'Italia per popolazione tra i non capoluoghi di provincia o città metropolitana, l'unico fra questi al di sopra dei 100 000 abitanti, nonché il secondo nella città metropolitana e terzo della Campania.

## Geografia fisica

### Territorio
Giugliano si trova nella zona nord-occidentale dell'entroterra di Napoli, il cosiddetto Agro giuglianese, confina a nord con il casertano e a sud con i Campi Flegrei. Il territorio si trova nella Pianura Campana ed è, nella parte orientale e centrale, pressoché pianeggiante, per poi degradare dolcemente verso occidente fino al mare, l'unico rilievo è il Monte San Severino. Il dislivello altimetrico è compreso tra i pochi metri sul livello del mare della zona marittima ai 97 m s.l.m. del centro storico. Il tratto costiero, basso e sabbioso, si estende sul Litorale Domitio per circa 2,5 km, dalla Marina di Varcaturo a Lido di Licola (o Licola Mare). All'interno del territorio si trova il Lago di Patria, con l'omonima località sulle sue sponde. Il lago non è di origine vulcanica, ma residuale retrodunale, cioè generato dalla chiusura di dune sabbiose verso il mare.

### Clima
| Giugliano in Campania              | Mesi | Mesi | Mesi | Mesi | Mesi | Mesi | Mesi | Mesi | Mesi | Mesi | Mesi | Mesi | Stagioni | Stagioni | Stagioni | Stagioni | Anno |
| Giugliano in Campania              | Gen  | Feb  | Mar  | Apr  | Mag  | Giu  | Lug  | Ago  | Set  | Ott  | Nov  | Dic  | Inv      | Pri      | Est      | Aut      | Anno |
| ---------------------------------- | ---- | ---- | ---- | ---- | ---- | ---- | ---- | ---- | ---- | ---- | ---- | ---- | -------- | -------- | -------- | -------- | ---- |
| T. max. media (°C)                 | 12,3 | 12,7 | 15,1 | 18,5 | 21,4 | 26,1 | 29,3 | 29,9 | 25,8 | 22,1 | 17,5 | 13,7 | 12,9     | 18,3     | 28,4     | 21,8     | 20,4 |
| T. min. media (°C)                 | 8,0  | 8,0  | 9,4  | 12,0 | 14,7 | 18,8 | 21,6 | 22,8 | 19,7 | 16,6 | 13,0 | 9,1  | 8,4      | 12,0     | 21,1     | 16,4     | 14,5 |
| Precipitazioni (mm)                | 66   | 61   | 61   | 46   | 31   | 20   | 15   | 20   | 56   | 76   | 128  | 7    | 134      | 138      | 55       | 260      | 587  |
| Giorni di pioggia                  | 8,1  | 7,4  | 7,5  | 7,3  | 5,3  | 3,4  | 2,6  | 3,1  | 6,9  | 8,8  | 10,1 | 9,4  | 24,9     | 20,1     | 9,1      | 25,8     | 79,9 |
| Eliofania assoluta (ore al giorno) | 9,6  | 10,7 | 12,0 | 13,4 | 14,5 | 15,1 | 14,7 | 13,7 | 12,4 | 11,1 | 9,9  | 9,3  | 9,9      | 13,3     | 14,5     | 11,1     | 12,2 |

## Origine del nome
Secondo la teoria più accreditata, il nome deriva dal latino Iulius, con l'aggiunta del suffisso -anus, che indica appartenenza. Il toponimo originario sarebbe quindi Iulianum, cioè "fondo del Giulio", riferibile alla gens Iulia, una delle famiglie patrizie romane. Si ipotizza che in quest'area si trovasse una villa, forse legata alla gens Iulia, dalla quale sarebbe poi sorto un insediamento rurale denominato praedium Iulianum.
Secondo un'altra tesi, invece, deriverebbe dall'antroponimo latino Julius perché in questi luoghi ci sarebbe stata una villa di Giulio Cesare, presso la quale gli abitanti avrebbero poi costruito un villaggio (Iulianum). A Giugliano, lungo il corso della via Consolare Campana, sorgeva una località ritenuta molto antica denominata San Cesario (San Cesareo o Cesario, diacono e martire ha sostituito e cristianizzato il culto di Giulio Cesare).
Fonti medievali e tradizioni locali, tra cui un'asserita testimonianza di Francesco Petrarca, sostengono che fu Cesare a dar vita all’insediamento chiamato Iulianum. Tuttavia, non esistono fonti romane dirette a conferma.
Alcuni sostengono un'origine diversa: l'antico nome Lilianum deriverebbe dalla presenza di vasti giardini di gigli (dal latino lilium) nell'area. Questa spiegazione, però, è considerata meno solida e più folklorica.
È invece da escludere una derivazione dal culto di San Giuliano, ipotesi che potrebbe sorgere per analogia con altri toponimi italiani, ma che non trova fondamento nei documenti antichi relativi al nome della città. Il culto del santo si è affermato successivamente e non ha influenzato la denominazione originaria.

## Storia

### Le origini
Il territorio giuglianese fu abitato sin dall'età del ferro dalle tribù, definite dagli storici romani, italiche. Tra il V e il IV secolo a.C. vi si stanziarono gli Osci, i quali fondarono, tra le molte città, Atella e Liternum (situata sulle sponde del lago Patria), fiorenti sotto il dominio di Roma. L'area è quella della Liburia - Terra di Lavoro, la parte più fertile della Campania felix.
Il grande numero di reperti archeologici attesta la presenza di insediamenti romani. Ma la tradizione vuole che un nucleo di Cumani, rifugiatosi nelle campagne giuglianesi nel 421 a.C., chiamò Leirianum la zona, per un'estesa fioritura di gigli, e quindi Lilianum.

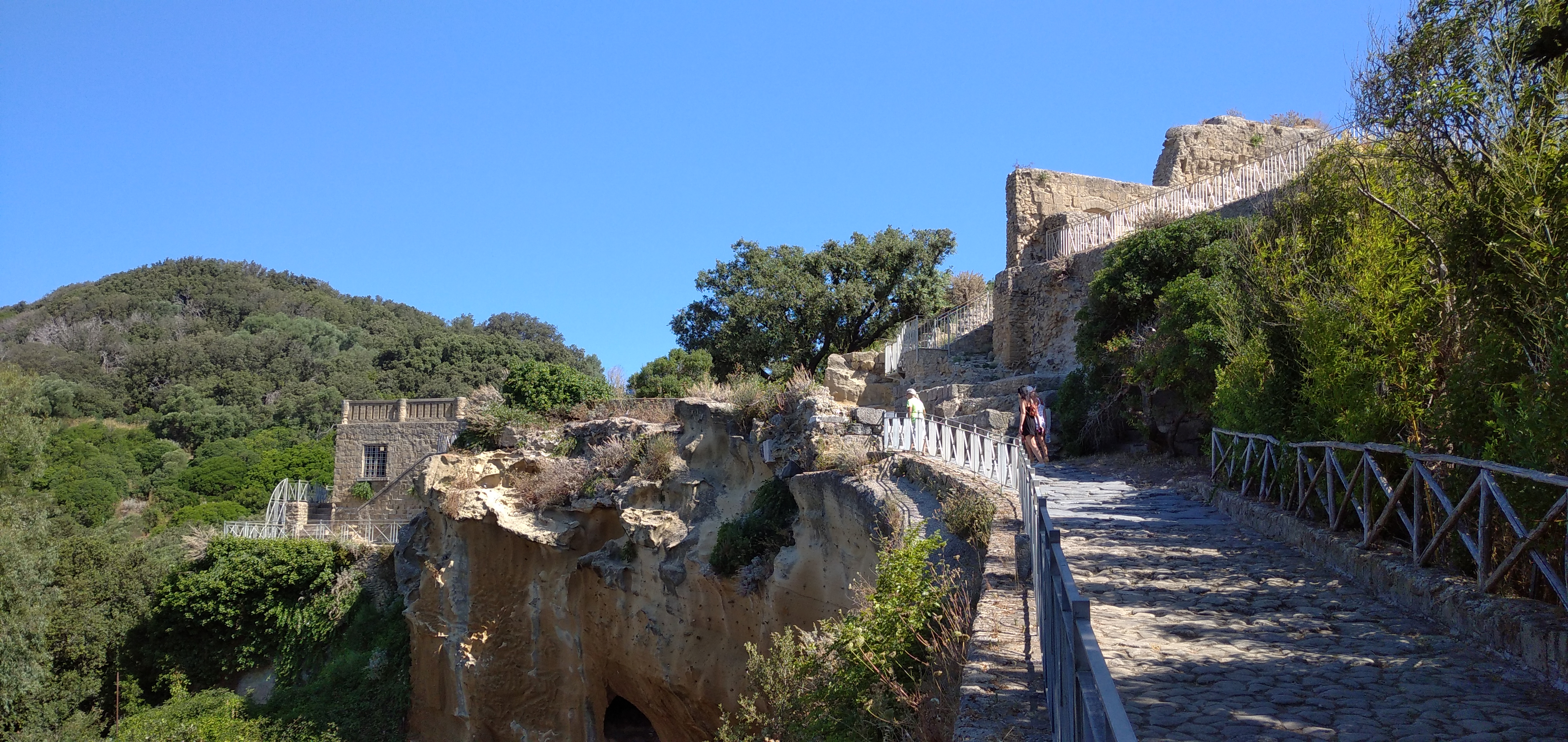
Acropoli di Cuma.
Lo stemma della città, nelle rappresentazioni antiche, è accompagnato dalla scritta “Cumana posteritas”

La zona attorno al lago Patria era abitata già in epoca preistorica e successivamente da popolazioni di stirpe osca che vi crearono un insediamento. La colonia fu ampliata dai romani nel 194 a.C. con la fondazione di Liternum che venne assegnata a dei veterani della seconda guerra punica, appartenenti all'esercito di Publio Cornelio Scipione l'Africano che qui si rifugiò esule, in una villa fortificata, e vi morì nel 183 a.C.. Liternum vide il massimo sviluppo in epoca augustea, soprattutto tra la fine del I ed il II secolo d.C. grazie alla costruzione della via Domitiana che ne favorì il collegamento con le altre colonie. A partire dalla tarda età imperiale subì un progressivo abbandono. Dopo il IV secolo, a seguito di alluvioni e alcune invasioni barbariche la popolazione superstite migrò verso l'attuale centro storico di Giugliano.

### Il medioevo
L'anno 1207 segna una svolta decisiva nella storia del piccolo centro feudale; in quell'anno Cuma fu distrutta dai Napoletani, al comando di Goffredo di Montefuscolo. I Cumani fuggiaschi trovarono ospitalità a Giugliano, insieme con il Clero ed il Capitolo Cattedrale, trasferendovi anche il culto di San Massimo e Santa Giuliana. Di Giugliano, in quanto feudo, abbiamo i primi documenti a partire dal 1270. In questa epoca, il territorio giuglianese era gestito da diversi feudatari, ognuno con la propria quota. Nel XII secolo troviamo le famiglie di Pietro Trotta, dei Varavalla, gli Aversano e la famiglia Vulcano. A questi subentrarono poi i Filomarino e i Pignatelli; una parte del Feudo fu proprietà dei D'Aquino. Nel XV secolo subentrò Ettore Pignatelli, Conte di Fondi.
La sera di Natale del 1437 a Giugliano avvenne un episodio molto importante per le sorti del Regno di Napoli: i giuglianesi misero in salvo Alfonso V d'Aragona che stava per cadere in un agguato da parte dei suoi avversari, i quali però, per ritorsione dell’aiuto misero a ferro e fuoco l’abitato.

### Età moderna e contemporanea
Nel 1495 Carlo VIII di Francia, occupato il Regno di Napoli donò una quota feudale al conte Michele Riccio, cui venne tolta con la disfatta dei francesi. I Carbone nel 1536 e, poi, i Carafa nel 1542 vendettero le loro quote a Cosimo Pinelli, la famiglia del quale amministrò rettamente Giugliano per circa un secolo. Cosimo, con la sua influenza, ottenne la concessione della giurisdizione che affrancò amministrativamente il feudo di Giugliano dalle ingerenze aversane. Nel 1545 vi fece costruire il Palazzo ducale, all’epoca il centro del potere. In questo periodo si ebbe un impulso notevole all’economia e alla crescita culturale e sociale dell’universitas di Giugliano, lasciando diverse testimonianze artistiche. Nel 1639, il nipote di Cosimo, Galeazzo Pinelli vendette a Cesare D'Aquino le quote a lui spettanti. Il periodo della signoria dei D’Aquino creò caos e malcontento nella popolazione, la quale chiese aiuto al viceré dei soprusi subiti. Nel XVI secolo ci fu anche l'unificazione delle quote feudali del territorio giuglianese in capo ad un unico feudatario. 

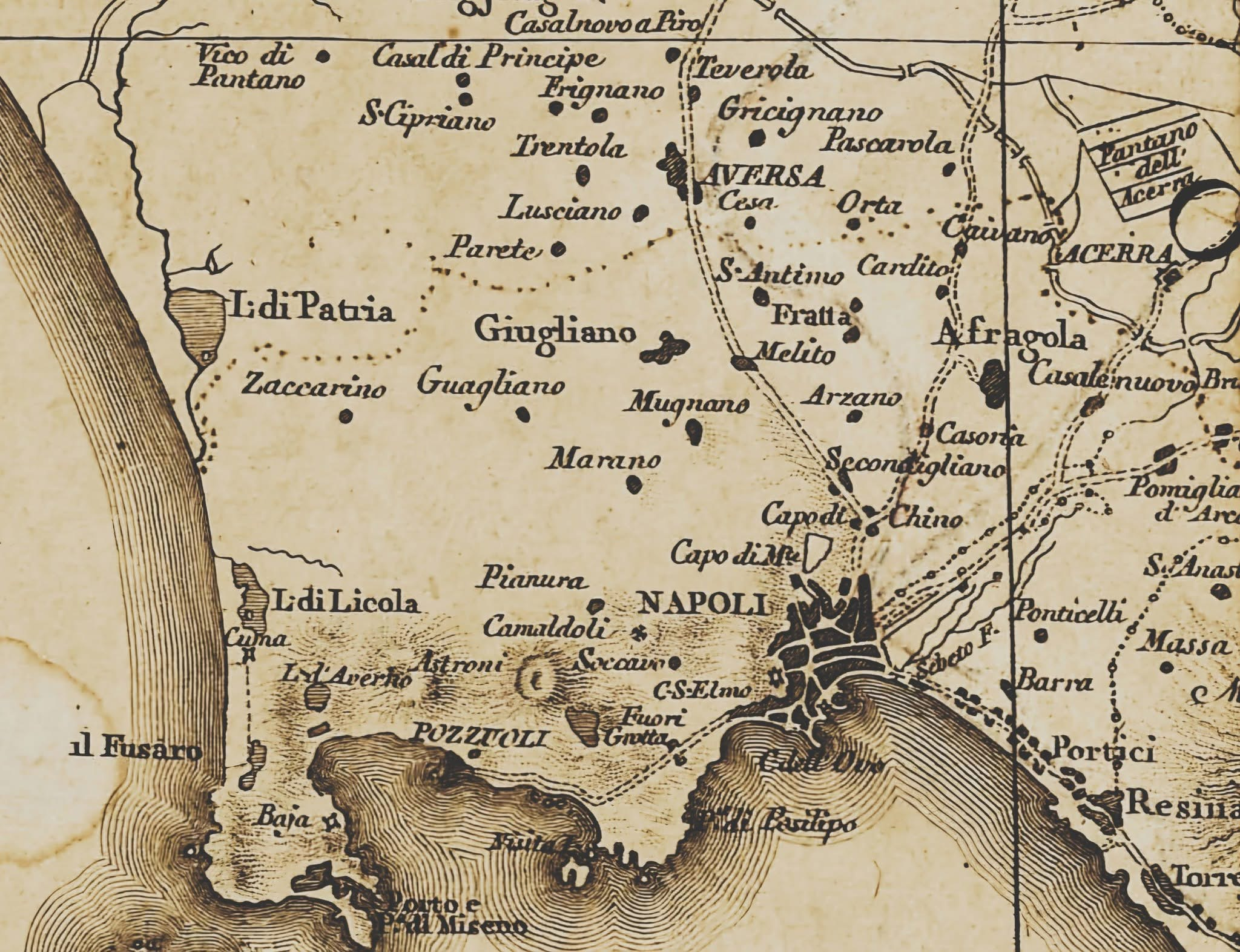
Giugliano in una cartina del XIX secolo.

Nel 1647, Enrico II di Guisa scese in Italia con un suo esercito, con pretese sulla corona di Napoli, e pose il suo campo proprio a Giugliano con circa 5000 soldati. Nel corso del Seicento la famiglia Mancini fu, probabilmente per un breve periodo, investita della baronia di Giugliano con Domenico Nicola II, già Marchese di Fusignano e Vice Gran Cancelliere del Regno di Napoli. Nel 1691 il Feudo passò a Francesco Grillo che acquisì il titolo di “Duca di Giugliano”. Con la morte del Duca Domenico Grillo, senza figli, venne devoluto alla Regia Corte. Il viceré e Principe di Stigliano, Marcantonio Colonna, l'acquistò nel 1778 e lo tenne fino alla Rivoluzione francese.
Con il decennio francese di Giuseppe Bonaparte, furono emanate le Leggi eversive della feudalità decretando la fine di tutti i privilegi feudali nel Regno di Napoli e l'inizio dell'Amministrazione comunale. Dunque l'ultima a governare il feudo giuglianese, è stata la dinastia Colonna, dopo di che il potere è passato in mano ai cittadini.
Dopo l'Unità d'Italia, nel 1863, l'allora comune di Giugliano cambiò denominazione, divenendo Giugliano in Campania per distinguerlo dall'allora omonimo in provincia di Chieti. 

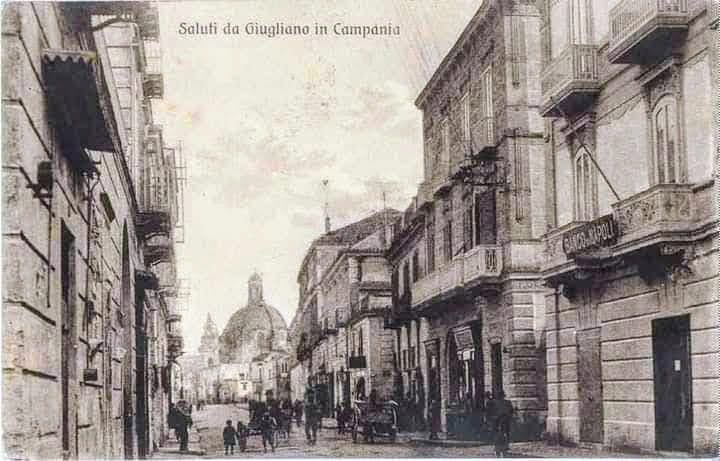
Cartolina risalente ai primi decenni del Novecento.

A partire dagli anni '60 e in modo più intenso tra gli anni '70 e '90, Giugliano in Campania ha vissuto un significativo incremento demografico dovuto ai flussi migratori interni provenienti principalmente da Napoli. Molte famiglie si trasferirono in città attratte dai costi più contenuti rispetto al capoluogo. Questo fenomeno si intensificò dopo il terremoto dell'Irpinia del 1980, contribuendo alla rapida cementificazione, con la nascita di nuovi quartieri residenziali e un'espansione edilizia talvolta priva di una pianificazione urbanistica.
La crescita demografica e edilizia non sempre fu accompagnata da un corrispondente sviluppo dei servizi pubblici e delle infrastrutture, determinando criticità sociali e urbanistiche che hanno inciso sulla qualità della vita locale.
Nella località Taverna del Re, posta tra il comune di Giugliano e quello di Villa Literno, agli inizi degli anni duemila, venne insediato il Sisp di Taverna del Re, il più grande sito di stoccaggio provvisorio di rifiuti imballati della regione, più volte usato durante la crisi dei rifiuti in Campania. Nel 2016 iniziò la rimozione dei rifiuti accumulati nel sito.
Il 24 aprile 2013 il Consiglio comunale di Giugliano venne sciolto per infiltrazioni di stampo camorristico e fu commissariato sino al 18 giugno 2015.

### Simboli
Lo stemma della città di Giugliano nel regio decreto del 26 luglio 1876, con cui alla stessa veniva dato il titolo di città, veniva così blasonato:
Il gonfalone cittadino è un drappo troncato di giallo e di blu, riccamente ornato di ricami dorati e caricato dello stemma civico coll'iscrizione in oro: «Città di Giugliano in Campania».

## Monumenti e luoghi d'interesse

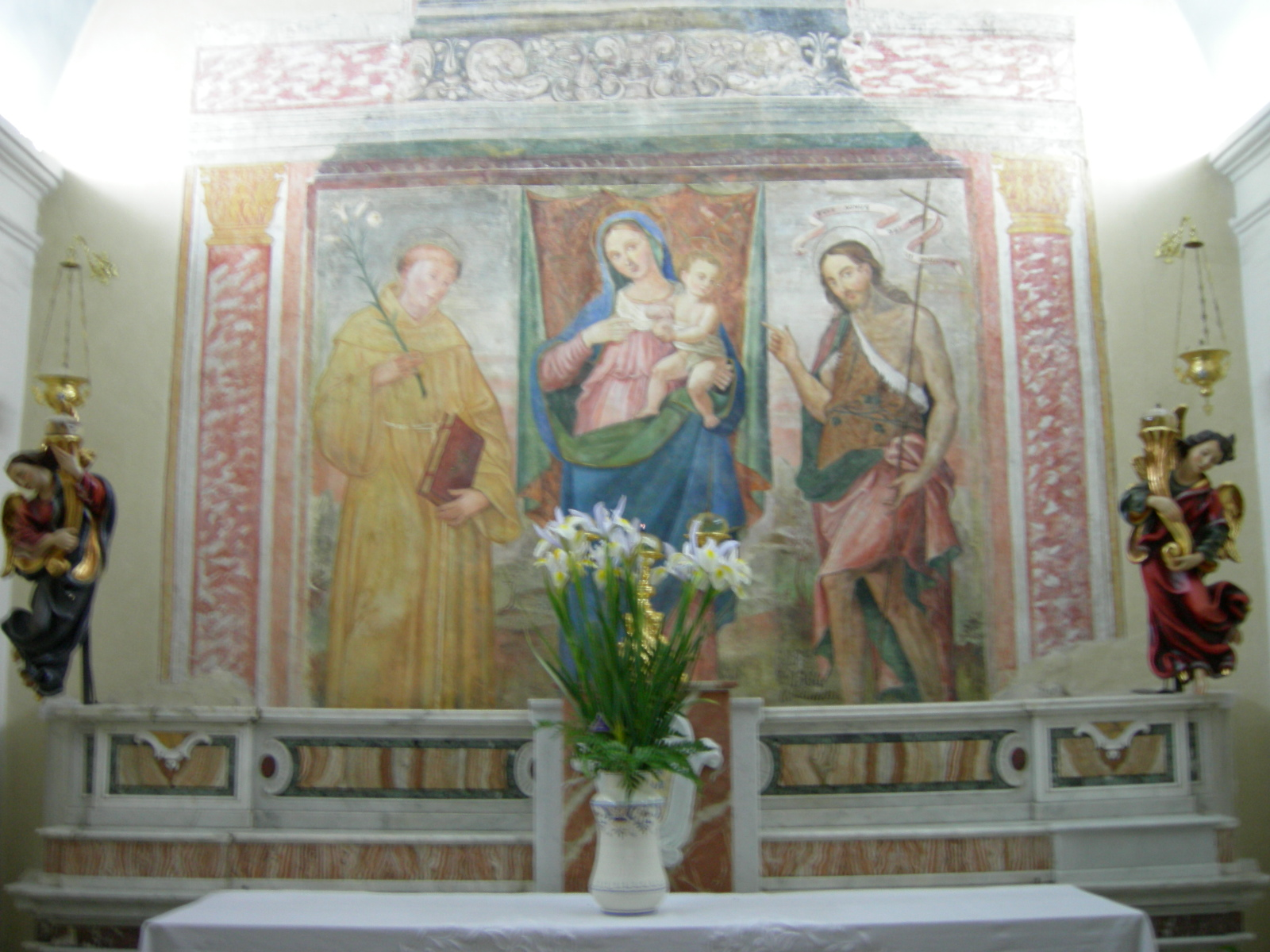
L'affresco della Madonna delle Grazie

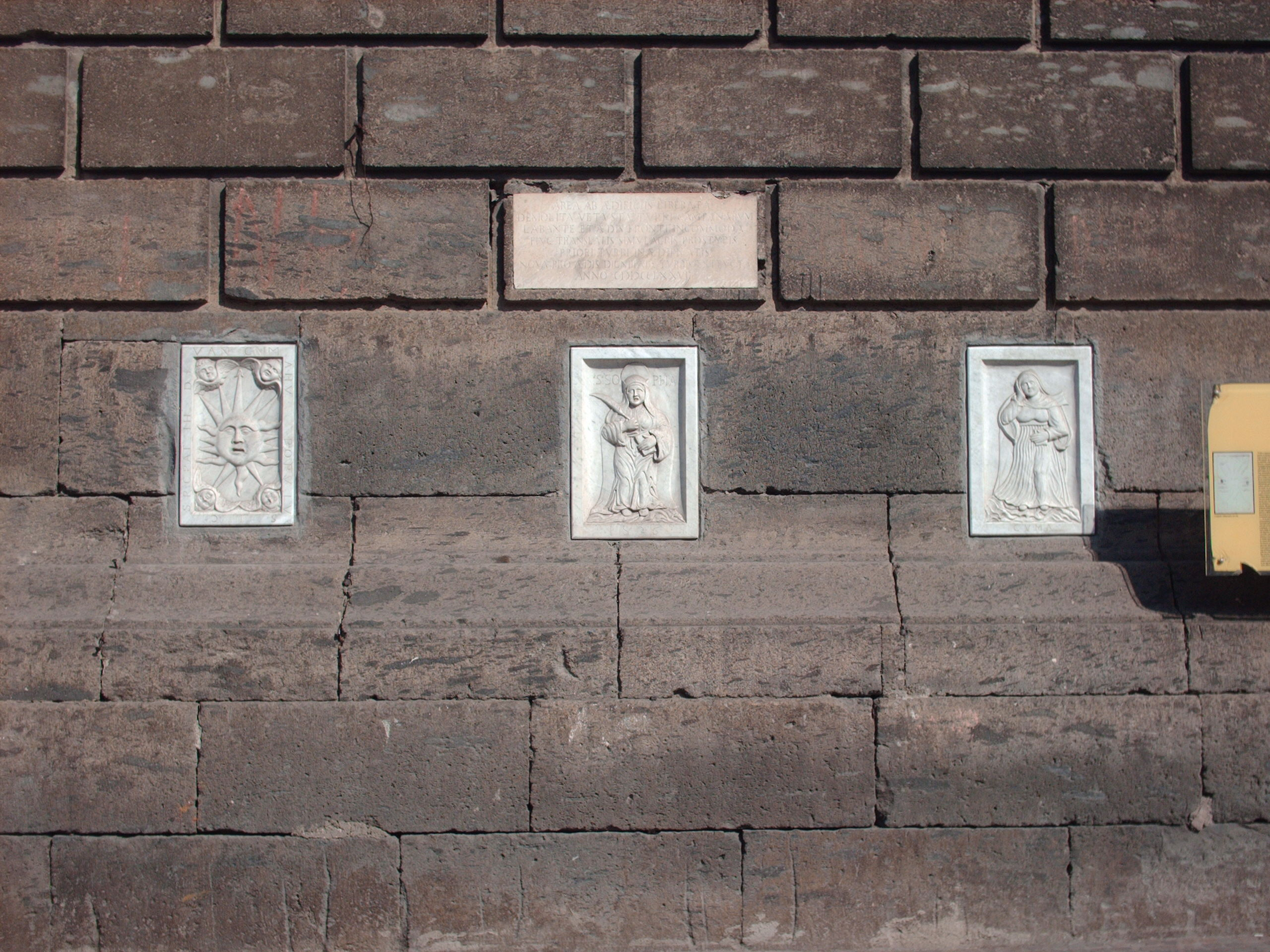
Le lapidi incastonate nel campanile della chiesa madre di Santa Sofia

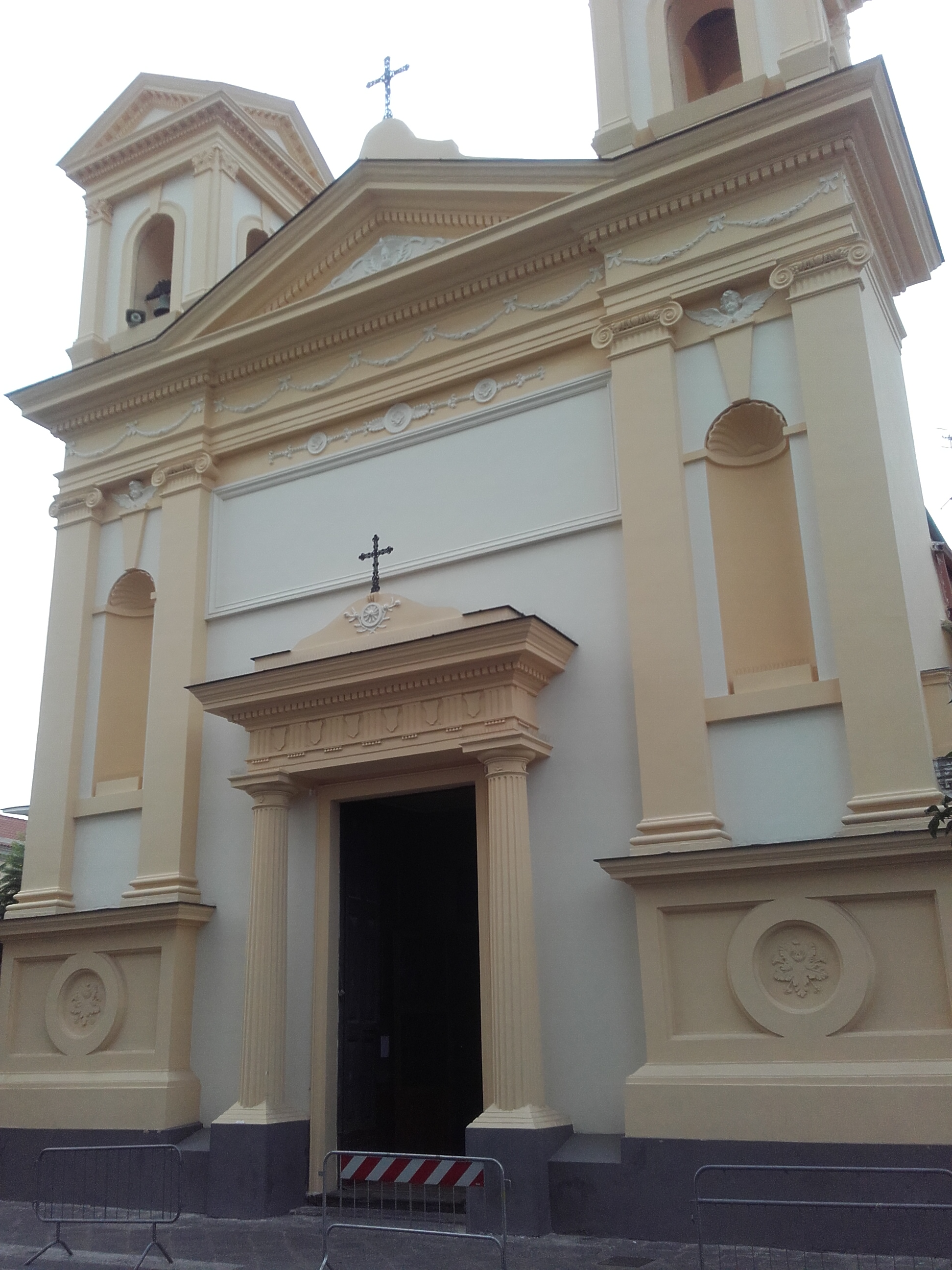
Chiesa di San Giovanni Evangelista

### Architetture religiose
- Chiesa di Santa Sofia (XVII secolo), progettata da Domenico Fontana, fu completata da Domenico Antonio Vaccaro. Nel 1632 vi fu sepolto Giovan Battista Basile.
- Chiesa dell'Annunziata, documentata già dal XVI secolo, è sede di numerose tele di artisti napoletani come Massimo Stanzione e Carlo Sellitto.
- Chiesa di Sant'Anna, esisteva già nel XIV secolo. Durante i lavori di restauro è stata riportata alla luce una cappella del XII secolo.
- Chiesa di San Marco Evangelista, venne fondata nel XV secolo, al posto di quella dedicata a San Felice, sita a via Arco Sant'Antonio[36].
- Chiesa di San Giovanni a Campo (detta anche Madonna delle Grazie), probabilmente costruita prima dell’anno mille, in stile romanico. Ha interni del XV secolo in stile gotico. Il campanile è databile intorno al XIV secolo.
- Chiesa di San Giovanni Evangelista fu costruita nel 1648[37].
- Chiesa di San Nicola. Il campanile fu ricostruito nell'attuale posizione alla fine del XIX secolo, nell'ambito delle sistemazioni urbanistiche della città.
- Complesso di Santa Maria delle Grazie (detto anche Chiesa e convento dei monaci). Fu edificato ai primi del XVII secolo per ospitare i frati francescani della città sui terreni del Duca Galeazzo Pinelli, al posto della preesistente chiesa di Sant'Alessio.
- Chiesa di Santa Maria della Purità[38] o delle Anime del Purgatorio. Fu progettata da Domenico Antonio Vaccaro, il quale disegnò anche gli stucchi interni ed il rivestimento della cupola, fatto di mattonelle poste a squame di pesce[39]. La struttura è a pianta ottagonale e presenta quattro altari, oltre quello maggiore.
- Chiesa delle Concezioniste. Edificata tra il 1625 e il 1695, il convento che si trovava al suo fianco è stato occupato dalle suore Concezioniste fino all'avvento di Napoleone ed alla soppressione degli ordini monastici.
- Chiesa di San Rocco, venne edificata ampliando una cappella preesistente risalente ad inizio 1600. Essa ha una caratteristica cupola in piastrelle gialle e nere.
- Chiesa della Congregazione della Natività di Maria, è stata realizzata e ampliata, nel corso del tempo, dall'omonima confraternita fondata nel 1604.
- Chiesa di San Matteo Stella Maris, venne edificata agli inizi degli anni ’60 del '900 contestualmente ad altri edifici contermini denominati "Borgo la Riccia"[40].
- Chiesa di San Massimiliano Maria Kolbe, realizzata nel 1993 nel quartiere Casacelle
- Chiesa di San Luca Evangelista inaugurata nel 1999, si presenta con una pianta ottagonale e la copertura in legno lamellare.
- Chiesa della Sacra Famiglia di via Staffetta (XX secolo)
- Chiesa della Sacra Famiglia di via Signorelle a Patria (XXI secolo)
- Chiesa di San Pio X[41] (1967)
- Cappella di Sant'Antonio[42] (XVI secolo) adiacente al Convento di Sant'Antonio e San Felice da Cantalice
- Cappella di Sant'Antonio Abate (XVIII secolo)[43]
- Cappella della Maddalena[44]
- Cappella Santi Filippo e Giacomo detta dei morti o Oasi Sacro Cuore (XVII secolo)[45][46]
- Cappella di San Nicola di Bari (XX secolo), in via Giuseppe Verdi. Aveva una particolare statua del Santo, poi restaurata e trasferita presso la parrocchia di Sant'Anna[47].
- Cappella di Maria della Pace detta dell'Epitaffio (1966)
- Cappella di San Pio da Pietralcina, in via Antica Giardini
- Chiesetta di San Gennaro, non più esistente[45]
- Cappella di Sant'Andrea Apostolo, non più esistente[48]

### Architetture civili

#### Palazzo Pinelli

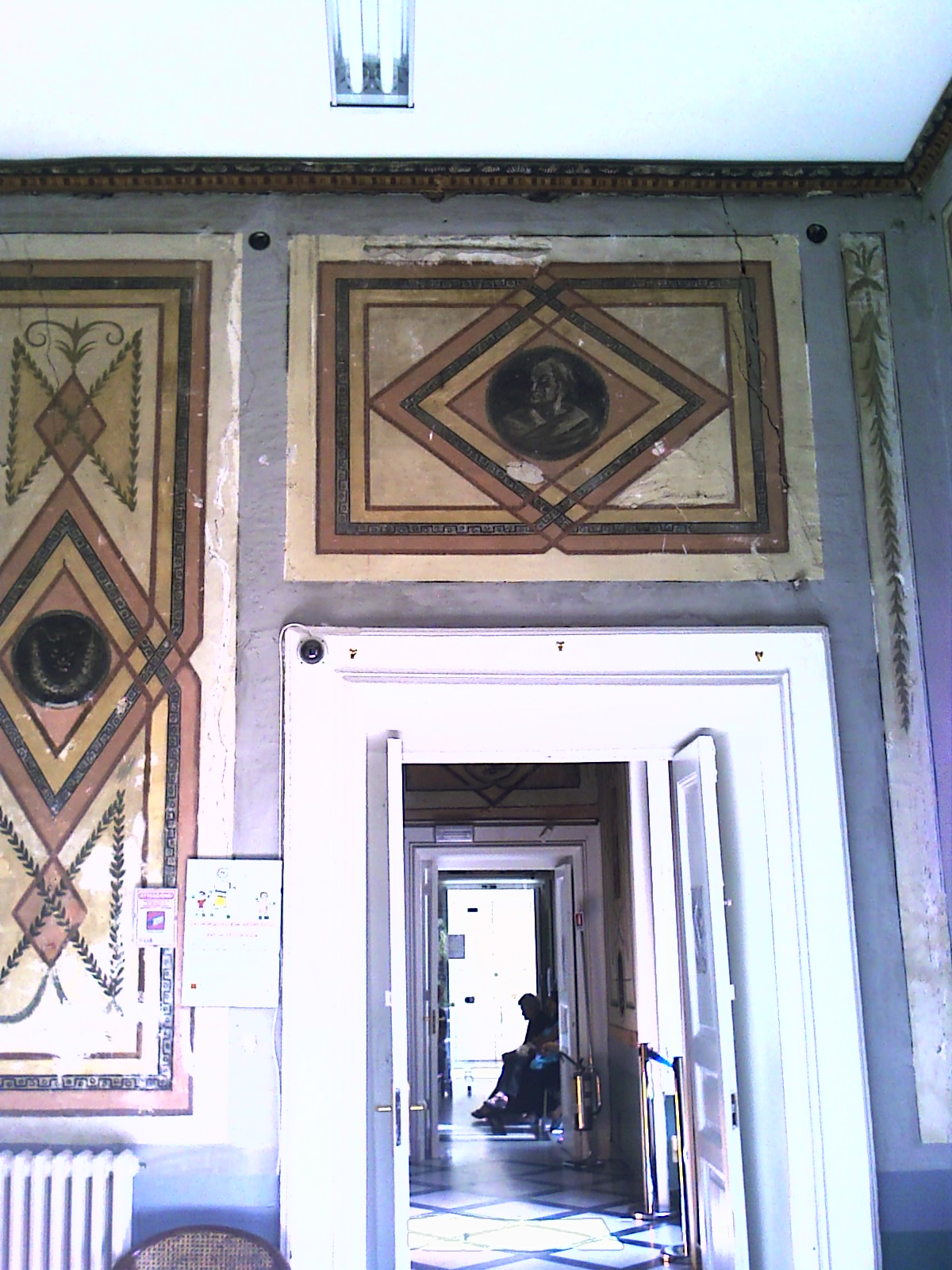
Affreschi di Palazzo Pinelli (fine XVIII secolo)

Palazzo Pinelli, chiamato anche Palazzo Palumbo, è stato edificato nel 1545 dall'architetto Giovanni Francesco di Palma su commissione di Cosimo Pinelli, duca dell'Acerenza, che dal 1542 era il proprietario del feudo di Giugliano. Originariamente il Palazzo aveva una torre laterale, decurtata dopo il sisma del 1980. Il palazzo subì nel corso dei secoli numerose trasformazioni da parte dei feudatari che si succedettero. Nel XVII secolo, Giambattista Basile fu governatore di Giugliano e questo palazzo fu la residenza dello scrittore.
Già proprietà dei Grillo duchi di Giugliano, nel 1795 fu acquistato dai Colonna di Stigliano. I lavori furono effettuati su progetto dell'architetto Domenico Chelli provvedendo alla ridecorazione degli interni in stile pompeiano. I Colonna vi fecero erigere una cappella privata, tuttora esistente, dove si trovano le spoglie di San Feliciano Martire; un teatrino, un giardino monumentale (oggi scomparso) e una sorta di museo delle cere. I Colonna lo tennero fino al 1833, anno in cui fu espropriato a beneficio dei Palumbo.
La maggior parte delle stanze del palazzo è adornata da antichi affreschi, in parte restaurati. Il palazzo, di proprietà privata, non è aperto al pubblico.

#### Altri edifici storici
- Palazzo Marzano, eretto di fianco la Chiesa di San Nicola tra il 1769 e il 1772 su progetto di Gaetano Barba[53].
- Palazzo Del Pezzo detto Finelli, costruito per conto dalla famiglia Del Pezzo nel XIX secolo[54].
- Conservatorio delle orfane (XVII - XIX secolo), realizzato sui terreni della famiglia Medici. Adiacente al convento[55].
- Diverse ville in stile Liberty di inizio '900[56], situate principalmente in via A. M. Pirozzi.

### Aree archeologiche

#### Liternum

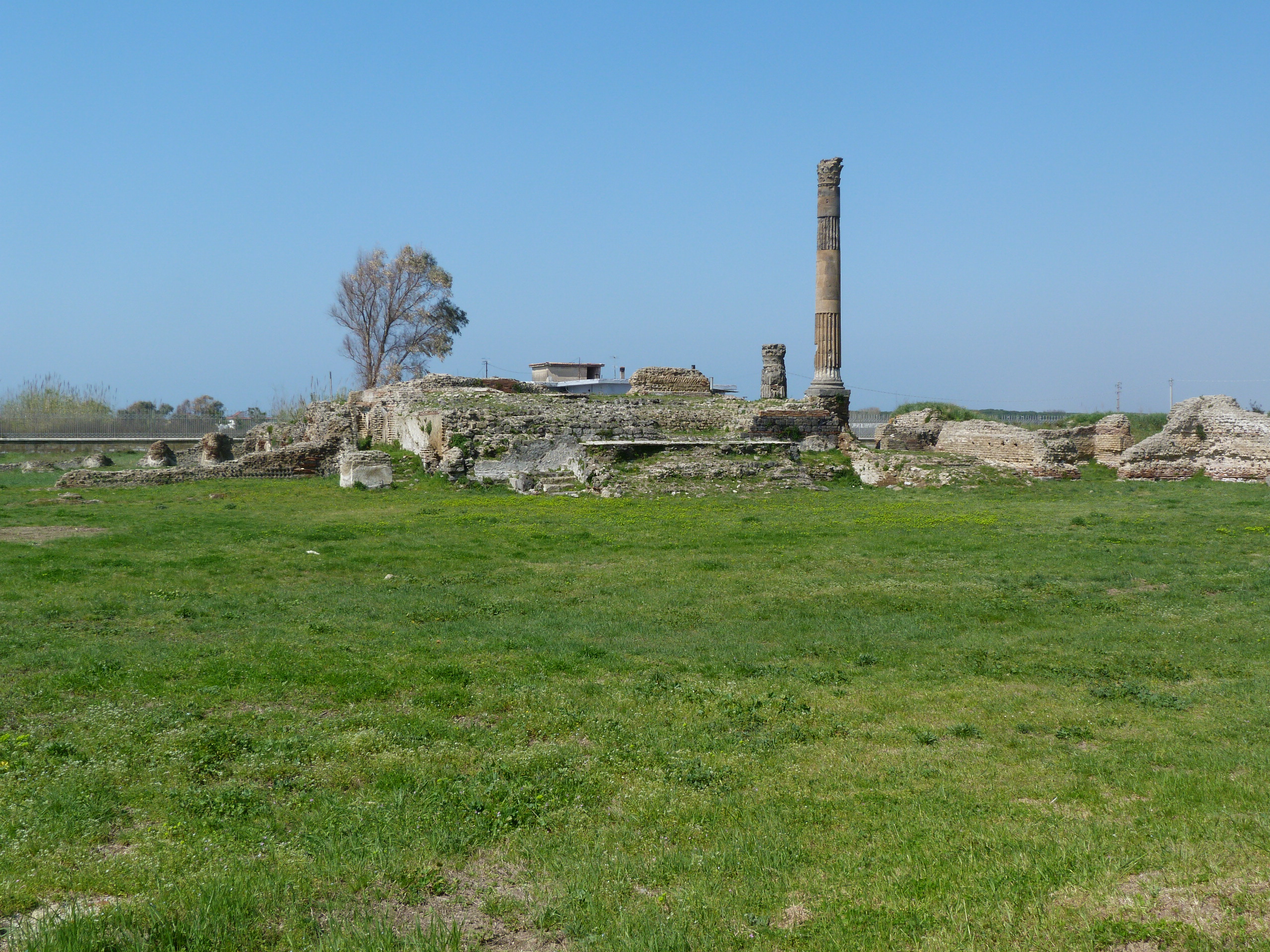
Tempio di Liternum, Lago Patria

La città romana di Liternum fu fondata nel 194 a.C. come colonia marittima presso la sponda sud del Lago Patria. Essa è legata soprattutto alla figura di Scipione l'Africano, che dopo essersi ritirato dalla vita politica, si trasferì nella sua villa nei pressi della colonia, dove morì nel 183 a.C. Gli scavi, eseguiti dal 1932 al 1937, hanno riportato alla luce: il Foro, il Capitolium, il Tempio, la Basilica, il Teatro, un anfiteatro dove avvenivano giochi gladiatori, quartieri abitativi e stralci di viabilità urbana. Nel luogo del ritrovamento dei resti è stato realizzato un parco archeologico, il Parco archeologico di Liternum, mentre una parte dei reperti rinvenuti durante gli scavi sono conservati presso una sala dedicata nel Museo archeologico dei Campi Flegrei.

### Masserie e borghi
Le campagne giuglianesi sono disseminate da un fitto reticolo di insediamenti rurali costituiti dalle Masserie, attorno alle quali si è sviluppata una civiltà contadina ancora esistente fino al XX secolo. La costruzione di tali insediamenti è stata favorita dalla presenza di ruderi romani che venivano dissotterrati e riadattati dai contadini per la costruzione di nuove abitazioni.
- Casacelle. Il toponimo del borgo di Casacelle è collegato a quello della dea latina Cerere, nel luogo si ritiene che ci fosse stato un villaggio romano con un edificio consacrato alla divinità e denominato Casa Cereris. L’esistenza del borgo in epoca romana è stata confermata dal rinvenimento in loco di alcune lapidi delle famiglie Verria e Plinia. L’insediamento si trova in una posizione privilegiata, in quanto non distante dall’antica via consolare campana. Nel XV secolo divenne una grancia del monastero napoletano di San Martino[60], i monaci lo tennero fino alla metà del XIX secolo prima dell’abbandono. Annesso al villaggio vi è una cappella dedicata a San Tammaro[61], di cui se ne ha notizia fin dal XIII secolo. Poco distante dal sito di Casacelle vi è la località detta Piscinelle per la presenze di tre piscine o cisterne comunicanti fra loro nel sottosuolo, questa costruzione, in opus reticolatum, serviva come riserva d’acqua per le truppe romane di passaggio lungo la via consolare campana.
- Zaccaria. È un complesso costituito da diversi corpi di fabbrica tra cui anche una chiesetta[60] dedicata a san Francesco. Il villaggio è censito nel catasto onciario del 1754[62]. In parte demolito nel luglio del 2020[63][64] suscitando indignazione in tutta Italia[65].
- Torre San Severino. È un complesso monumentale, una sorta di villaggio, che fu di proprietà del monastero dei ss. Severino e Sossio di Napoli[66]. Situato in via san Nullo, località Licola, comprende un edificio che costituisce una delle diverse antiche torri costiere del Regno di Napoli, dislocate sul litorale, che venivano utilizzate per l'avvistamento dei saraceni e per la comunicazione ottica tramite segnali di fumo. La presenza di diversi resti di epoca romana ne suggerisce un'origine molto antica.

### Altri monumenti
- Edicole votive. Molti palazzi e strade del centro storico sono adornati da edicole sacre, risalenti anche al 1700. Alcune però, purtroppo, sono state trascurate o depredate, ma, grazie all'opera delle associazioni, diverse sono state rifatte e riposizionate[67][68]. Tra le più importanti maioliche vi è “L’entrata di Gesù a Gerusalemme” dipinta su piastrelle colorate e risalente al 1781.
- Monumento ai caduti della Grande Guerra. È una lapide, datata 1921 e posta presso la sede municipale, con al centro una personificazione della Patria che con le braccia allargate reca l’alloro e il gladio ai caduti della Grande Guerra, i cui nomi sono riportati ai lati[69].
- Sono legate alla città anche alcuni monumenti che si trovano a poca distanza dai confini comunali come le Colonne di Giugliano[70] e la Torre di Patria[71].

### Aree naturali

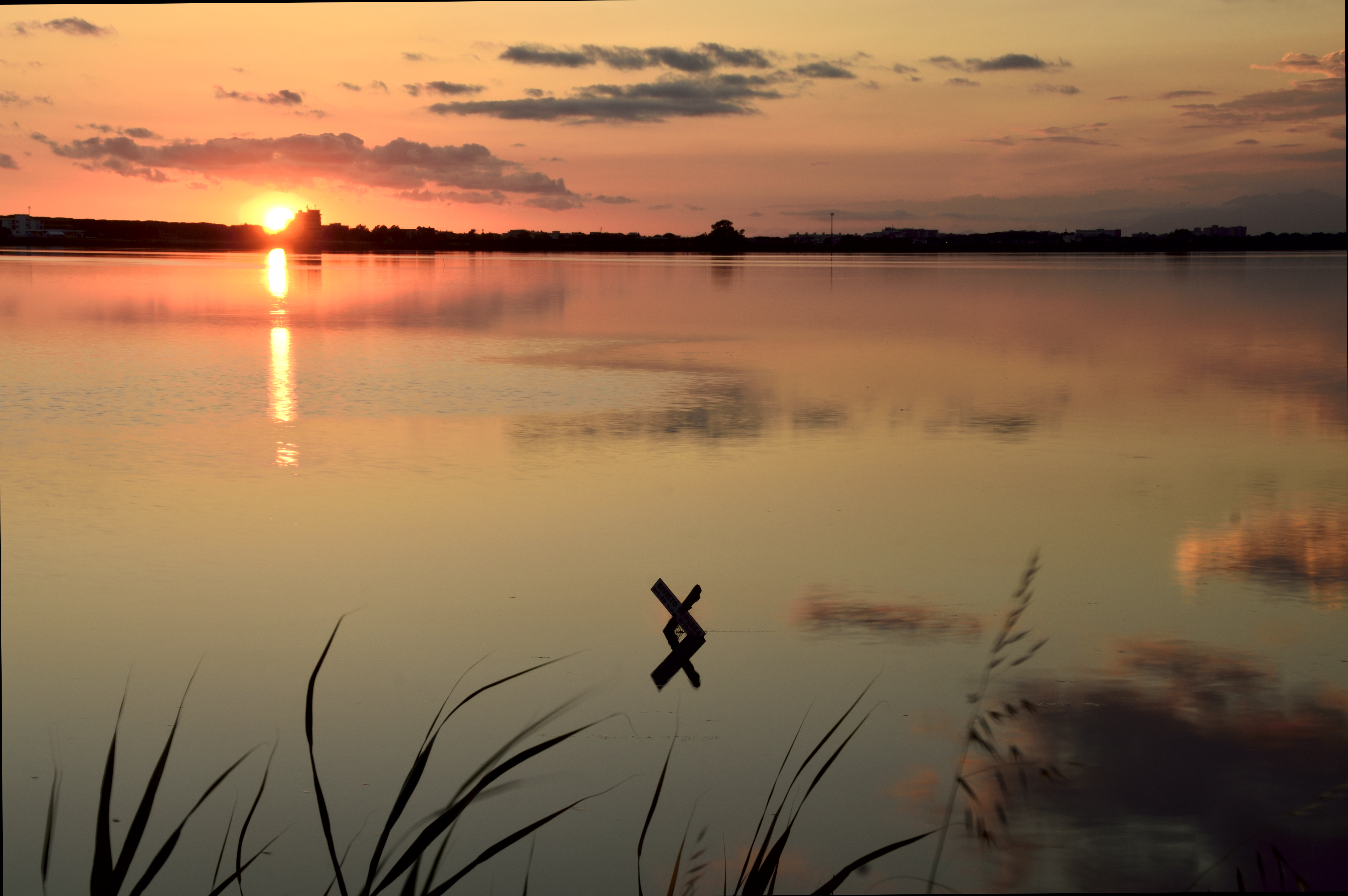
Lago di Patria al tramonto

Il Lago di Patria e la costa di Licola, fanno parte dell'area protetta regionale chiamata Riserva naturale Foce Volturno - Costa di Licola.
Inoltre, nella zona di Lago Patria è presente una riserva naturale ecoturistica denominata "Parco degli Uccelli".
La città dispone di alcune piccole aree verdi pubbliche: la villa comunale di via 1º Maggio, il parco naturalistico Liternum, il parco Di Matteo a Varcaturo, il parco pubblico di via dell'Acquario e il Giardino francescano di via Verdi (chiuso dal 2020).

## Società

### Evoluzione demografica
Grazie ad alcuni documenti storici si può analizzare l'evoluzione demografica del centro abitato. Attorno al 1550 Giugliano contava circa 3 000 abitanti (dato ricavato dal calcolo dei tributi che il feudatario versava al viceré). Nel 1711 lo storico Fabio Sebastiano Santoro fornisce dati su Giugliano: 6 240 abitanti. Nel 1798 raggiunse quota 8106. Al censimento dell'unità d'Italia, Giugliano contava 10 000 abitanti, a quello del 1931 ne contava 20 000, a quello del 1985 ne contava 50 000 e a quello del 2006 ne contava 100 000. Se si prendono in considerazione i dati 1550-1711 e 1991-2011 si può notare come la popolazione sia raddoppiata prima in centocinquant'anni, poi in venti.
Abitanti censiti

### Etnie e minoranze straniere
Al 1º gennaio 2022 a Giugliano in Campania risultano residenti 6 184 stranieri, sia comunitari sia non, ovvero il 5,0% della popolazione residente. Le nazionalità principali sono:
1. Ucraina, 997 0,8%
2. Ghana, 621 0,5%
3. Nigeria, 497 0,4%
4. Bosnia ed Erzegovina, 494 0,4%
5. Romania, 487 0,4%
6. Polonia, 244 0,2%
7. Pakistan 239 0,2%
8. Albania, 207 0,2%
9. Algeria, 182 0,1%
10. Burkina Faso 151 0,1%

### Popolazione e urbanistica

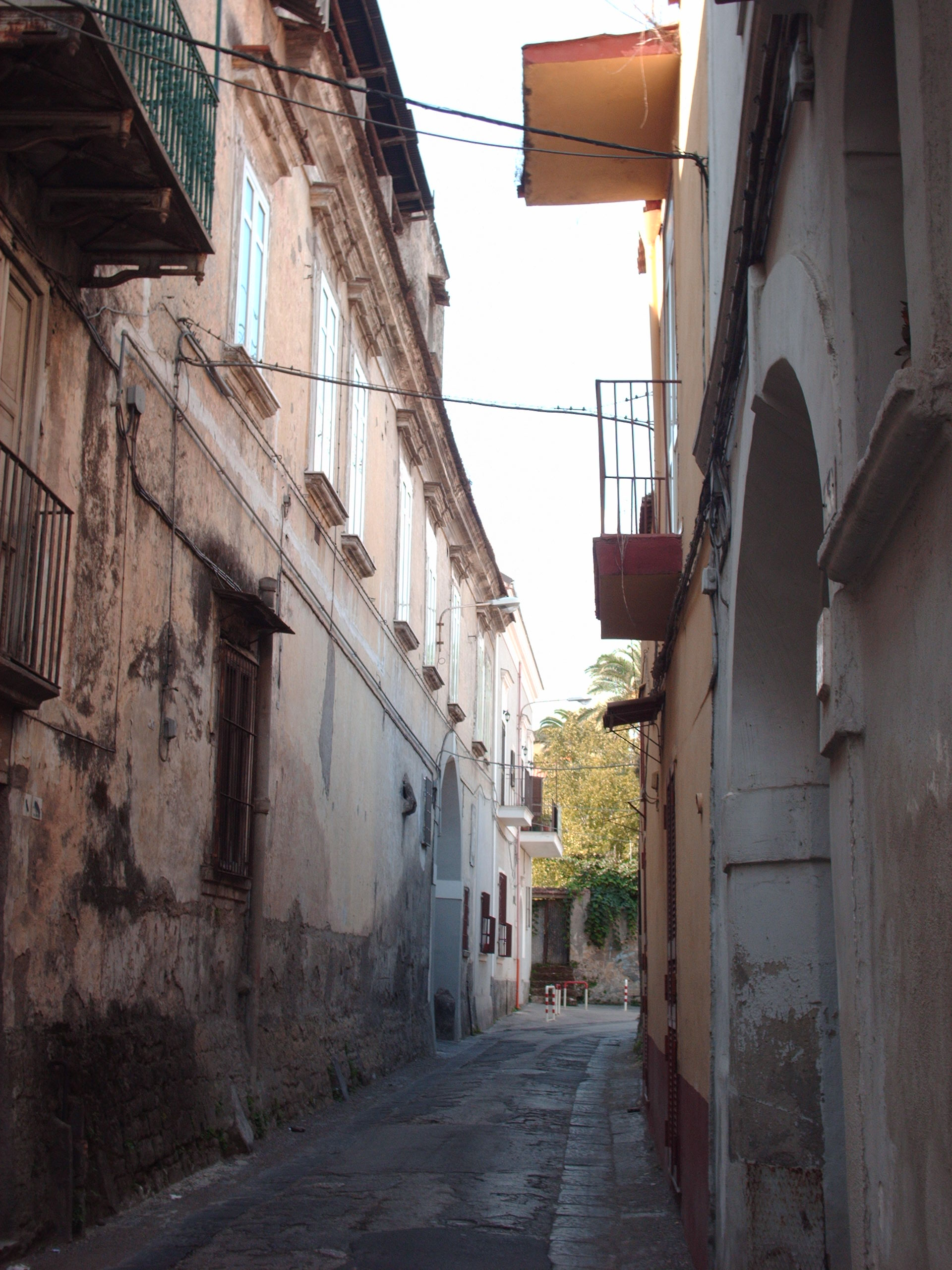
Via Concezione

Giugliano nasce lungo la via Campana.
È probabile che il primo nucleo della città si sia sviluppato nel Medioevo (poco o nulla si sa riguardo all'estensione di Giugliano antica) all'incrocio tra questa e via Cumana, dove vi è l'unica vera piazza del centro storico e dove, non a caso, affacciano i più tardi Palazzo Baronale (Palazzo Pinelli) e Collegiata di Santa Sofia, chiesa principale della città in quanto contenente le reliquie del Santo Patrono.
Dietro gli edifici patrizi che si affacciavano lungo le strade principali rettilinee, così, sorse un intricato sistema viario radiocentrico con case più modeste, più fitto attorno alla chiesa di Sant'Anna.
Lo sviluppo ad occidente lungo il Corso Campano, è stato progressivamente più regolare, con strade che corrono parallele ed ortogonali all'asse di riferimento.
Non sono rare case in linea che affacciano lungo i vicoli, o agglomerati di queste che sembrano addossarsi l'una all'altra: tuttavia sembra prevalente la tipologia di case a corte, con le proprietà che subordinano ai loro confini le stesse strade.
Nel 1985, la popolazione giuglianese risultava essere di quasi 50.000 abitanti e nel 2006 raggiunse i 100.000. In poco più di 20 anni la popolazione della città è quindi raddoppiata, con il risultato che Giugliano è diventata la più popolosa città italiana non capoluogo di provincia. Ciò è dovuto anche al flusso di stranieri, ma soprattutto all'arrivo di persone dalla periferia di Napoli. L'aumento della popolazione ha comportato anche una crescita urbanistica notevole. Infatti la popolazione del comune è di gran lunga superiore a quella della maggior parte dei comuni capoluoghi di provincia e quasi doppia rispetto alla città da cui Giugliano dipende per giurisdizione ecclesiastica (Aversa).

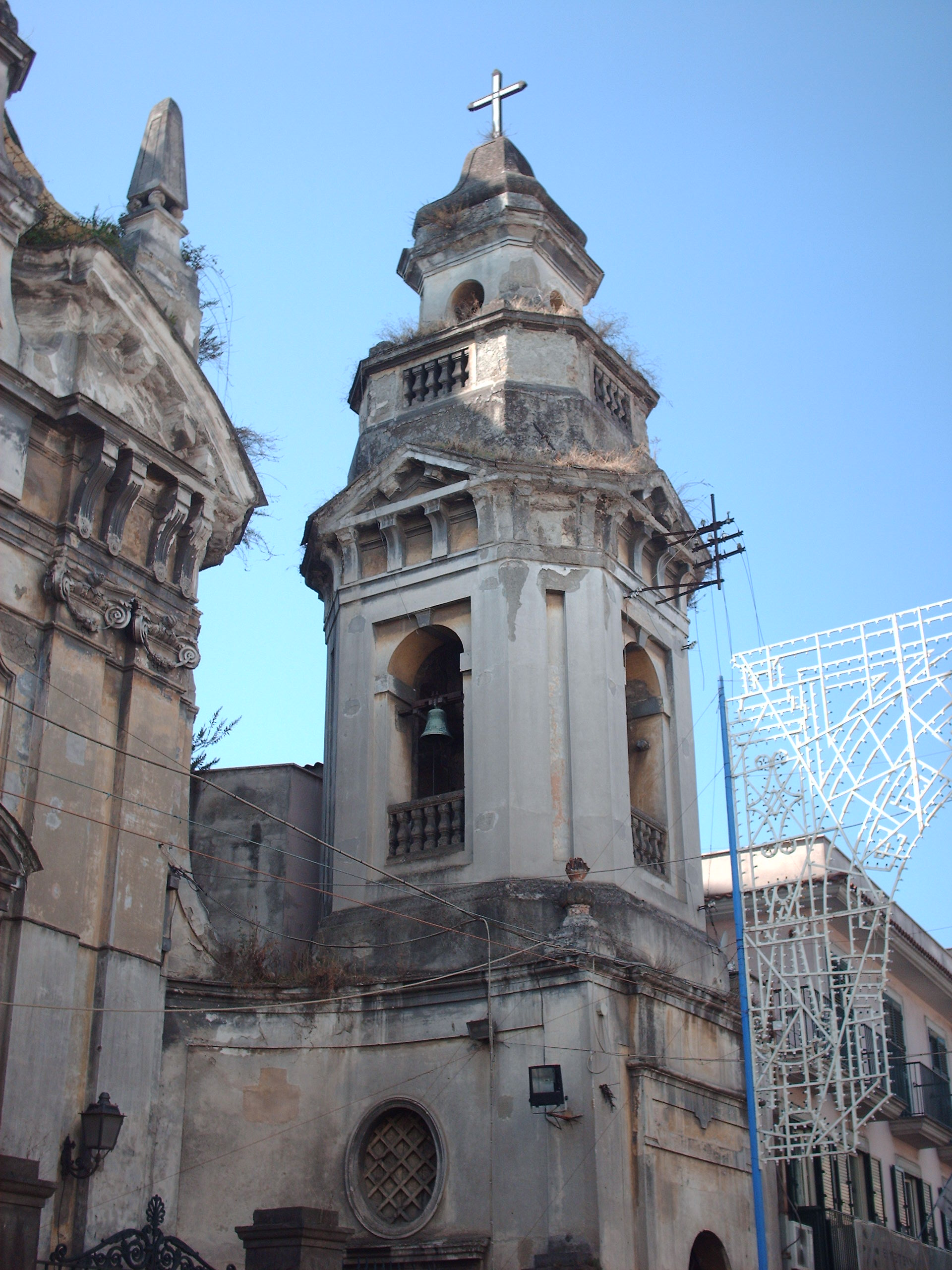
Campanile della chiesa delle Anime del Purgatorio

La distribuzione della popolazione sul territorio è assai squilibrata. L'espansione della città si è rivolta soprattutto alle periferie: in seguito all'arrivo di numerosi terremotati negli anni ottanta e anche a causa della crescente richiesta di abitazioni, nella periferia nord della città sono stati costruiti molti palazzi, alcuni dei quali prefabbricati o abusivi. L'abitato centrale si trova nella zona orientale del comune, direttamente collegato a quelli di Qualiano, Mugnano di Napoli, Villaricca e Melito, con i quali forma un unico agglomerato. La frazione Lago Patria, che comprende la località omonima nonché Varcaturo e una parte di Licola (divisa con il comune di Pozzuoli), che sono tre nuclei urbani distinti, si trovano molto distanti dal capoluogo, rispetto agli standard della zona, e mancano di alcuni servizi. Tuttavia, la costruzione della base Nato a Lago Patria ha messo in moto una rete di progetti che prevedono la riqualificazione, anche urbanistica, della zona.

#### Primato demografico
Grazie al costante aumento della sua popolazione Giugliano detiene da alcuni anni un curioso primato:
- È il 1º comune d'Italia per popolazione tra i non capoluoghi di provincia.

Inoltre:
- È il 2º comune della città metropolitana di Napoli, dopo il capoluogo, per superficie e popolazione.
- È il 3º comune della Campania per popolazione, dopo Napoli e Salerno.
- È l'8º comune dell'Italia meridionale[80] per popolazione[81].
- È il 32º comune d'Italia per popolazione.

### Religione
La città fa parte della diocesi di Aversa, molti sono i luoghi di culto sparsi per il territorio. Giugliano ha inoltre due santi patroni: San Giuliano e la Madonna della Pace. Il giorno festivo è il 27 gennaio e il lunedì dopo Pentecoste.

#### Santo patrono
Il santo patrono di Giugliano è San Giuliano di Sora, (dal latino Julianus -della Gens Julia). San Giuliano dedicò la sua vita all'apostolato; in età giovanile, abbandonò la Dalmazia e si diresse in Campania allo scopo di svolgere un'intensa opera evangelizzatrice ma, ad Anagni, fu arrestato dai soldati imperiali (contrari alla cristianizzazione del popolo) che, dopo averlo flagellato, lo condussero a Sora; ivi, il proconsole Flaviano lo rinchiuse in prigione per sette giorni. Successivamente allo scopo di evitare un eccessivo coinvolgimento della popolazione, venne condannato alla decapitazione.
Secondo la tradizione San Giuliano Martire, morì il 27 gennaio al tempo della reggenza di Antonino Pio (imperatore dei romani dal 138 al 161 d.C.).
A distanza di secoli, il 6 aprile 1614, le sue sacre spoglie furono ritrovate e condotte a Sora. Diversi, negli anni, sono stati i Santi Protettori di Giugliano; in epoca antica, difatti, S. Anna era considerata la Patrona, poi a seguito dell'avvento dei Cumani (1207) si diffuse il culto di Santa Giuliana Martire, da loro venerata, che fu patrona fino al 1526, quando divenne nuova patrona santa Sophia. L'11 aprile dell'anno 1622, gli abitanti di Giugliano inviarono a Sora una delegazione di cittadini allo scopo di ottenere dal Vescovo parte delle insigni reliquie di San Giuliano Martire (un osso del cranio e l'osso fucile). Tornata in Giugliano, la delegazione fu accolta con somma esultanza da tutta la cittadinanza che proclamò San Giuliano Martire quale Patrono della città di Giugliano. Pertanto, nell'anno 1631 (all'interno della Chiesa di Santa Sofia), in onore di San Giuliano Martire, fu realizzata l'artistica cappella denominata la Cappella del Tesoro.

#### Compatrona di Giugliano

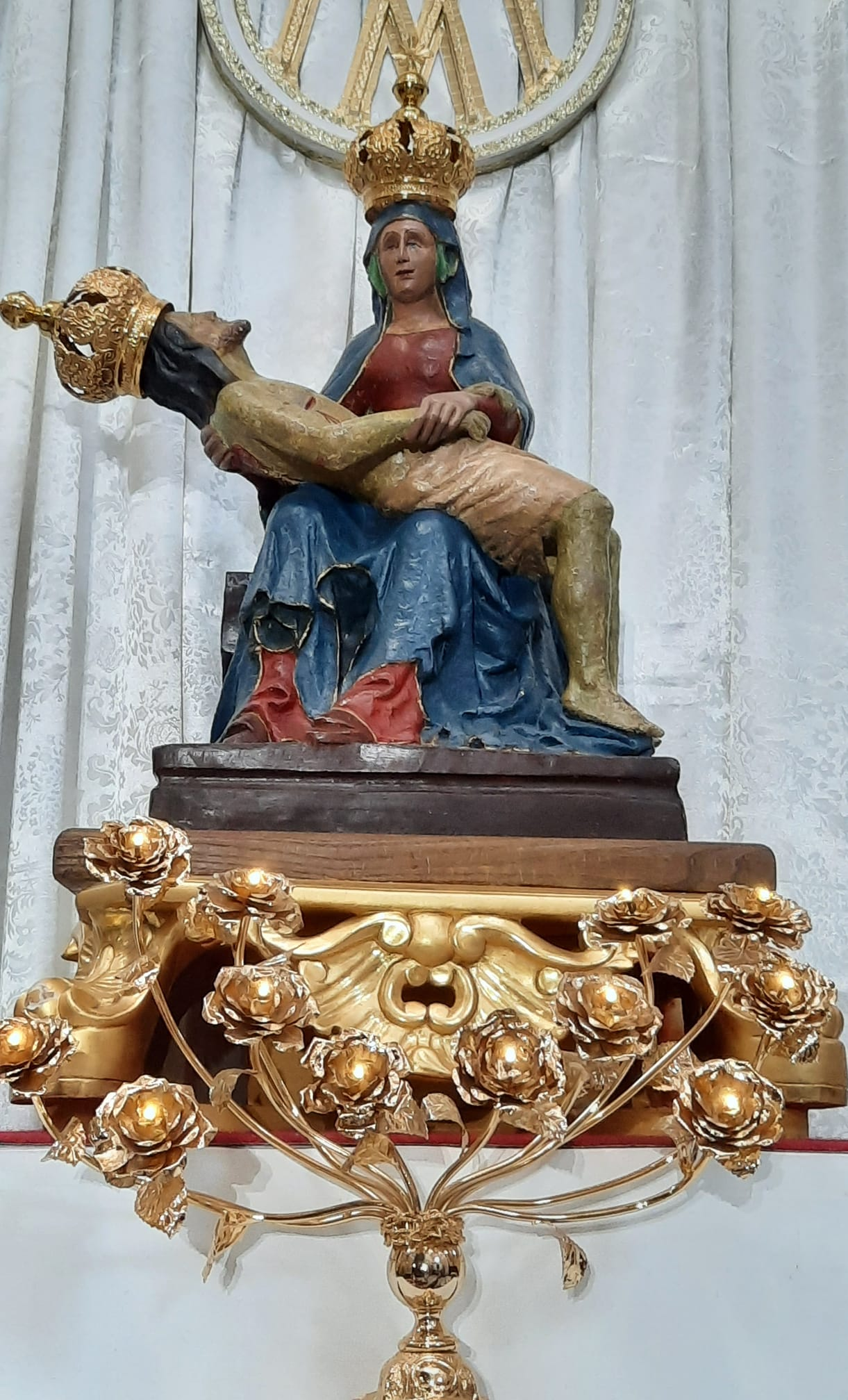
Simulacro di Maria Santissima della Pace (XV secolo circa)

Il culto della Madonna della Pace da parte dei giuglianesi si è originato nel XV secolo e deriva dalla leggenda popolare: il ritrovamento di una statuina raffigurante la Vergine che secondo alcuni venne trasportata da Bisanzio in Campania, nei pressi di Cuma. La statuina venne trovata da due contadini che avevano dei buoi; questi ultimi appena videro la statuina si inginocchiarono. La statua venne quindi trasportata a Giugliano, dove in seguito venne costruito il Santuario. Nel 1739 il Vaticano riconobbe la Madonna della Pace come Patrona meno principale di Giugliano e ne ordinò i festeggiamenti, che si tengono dalla Vigilia di Pentecoste fino alla domenica successiva.

### Tradizioni e folclore

#### La festa della Madonna della Pace
I festeggiamenti dedicati alla Compatrona di Giugliano, Maria SS. della Pace, si svolgono dalla vigilia della festività di Pentecoste fino a tutta la settimana che segue.
Nel sabato che precede Pentecoste, il simulacro della Madonna viene portato nella Cappella dell'Epitaffio da dove partirà la processione, con le confraternite e le congregazioni, che finirà con l'arrivo a Piazza Annunziata e l'intronizzazione sul famoso carro trionfale dedicato alla Madonna. L'usanza del carro deriva dalla leggenda della Madonna della Pace. Si racconta che quest'ultima venne ritrovata, dopo esser stata buttata nelle acque della costa dell'antica Bisanzio e arrivata sulle spiagge di Cuma, da alcuni contadini i quali dopo aver notato alcuni buoi (ancora oggi coloro che tirano il carro) inginocchiarsi dinanzi ad una statuetta raffigurante la Madonna, che poggia selle sue ginocchia il corpo morto di Gesù (un esempio di Pietà, nome con cui veniva chiamata secoli fa l'effige), la presero e su di un "carro" trainato dai buoi venne portata a Giugliano.
Il lunedì mattina, che segue Pentecoste, dopo una messa presieduta da tutto il clero giuglianese, il carro è portato fuori dal santuario dell'Annunziata e viene posizionato al centro della piazza dove si attende il "volo dell'angelo". Questa è la parte più attesa e scenografica della festa, si tratta di una rappresentazione simbolica in cui una bambina, 2 il lunedì e 2 l'ottava di festa, rappresenta l'arcangelo Gabriele. Mediante un sistema di carrucole e funi, una alla volta, all'uscita del carro e prima dell'entrata attraversano la piazza ad un'altezza di circa 30 m, una volta arrivate al centro della piazza vengono calate sul carro. Dopo una poesia e una preghiera vengono rialzate con la consueta canzoncina e finiscono il tragitto al palazzo di fronte.
La processione per le vie del centro segue il volo dell'angelo del mattino, per finire alle ore 24:00 con un altro volo dell'angelo. Nel 2022 il "volo dell'angelo" è stato riconosciuto come Patrimonio Culturale Immateriale della Campania.

#### Tammurriata giuglianese
La città è conosciuta anche per la variante giuglianese della Tammurriata, una danza tradizionale campana, il cui nome deriva dal tamburo che scandisce il suo ritmo, detto "tammorra". La tipicità di tale variante è la presenza del sisco ossia un flauto dolce realizzato con canne di bambù che crescono sulle sponde del Lago Patria.

### Istituzioni, enti e associazioni
La principale struttura sanitaria pubblica del comune è l'ospedale civile San Giuliano.
In città è presente anche una sede territoriale dell'INPS, e un distaccamento dei vigili del fuoco.
A Licola ha sede il 22º Gruppo Radar (22º Gr.R.A.M.), ente dell'Aeronautica militare che opera con compiti di sorveglianza dello spazio aereo dell'area del medio e basso Tirreno.
Dal 2012, a Lago Patria, ha sede il comando militare NATO JFC Naples.

## Cultura

### Istruzione
La biblioteca comunale è situata in via Giuseppe Verdi.
Fra gli istituti superiori vi sono: Liceo scientifico e linguistico; Istituto commerciale e alberghiero; Istituto tecnico industriale; Liceo classico; Istituto per l'industria e l'artigianato. Dal 1931 l'istituto religioso Fratelli maristi è presente in città con sua scuola primaria e secondaria.

### Arte letteraria

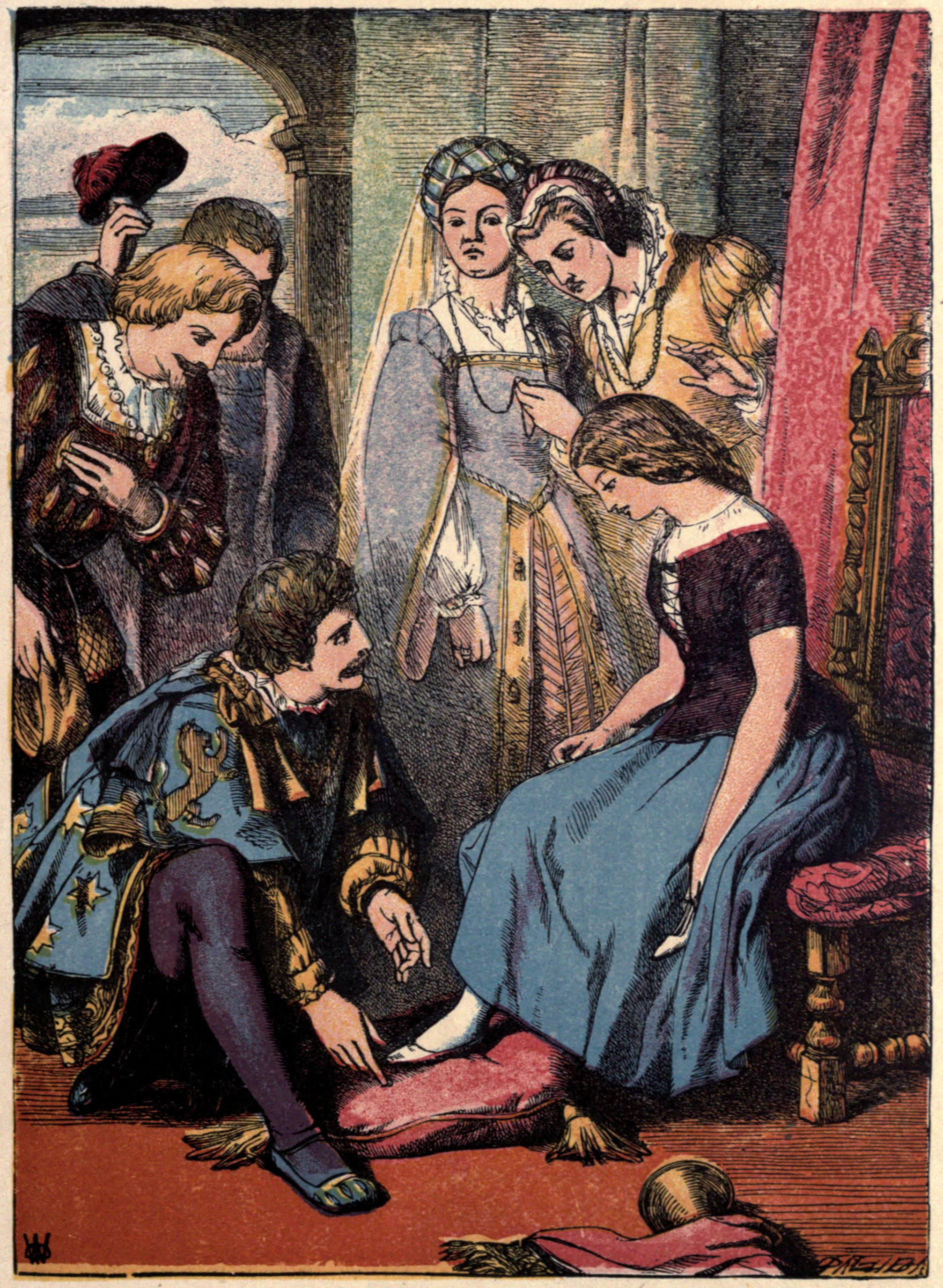
Illustrazione di un'edizione della fiaba di Cenerentola del XIX secolo. Ne Lo cunto de li cunti esiste la prima trascrizione della favola della letteratura occidentale.

Uno dei primi scrittori e letterati in lingua napoletana fu il giuglianese Giovan Battista Basile vissuto nella prima metà del Seicento. Il Basile, definito anche il Boccaccio napoletano, fu il primo ad utilizzare la fiaba come forma di espressione popolare. La sua opera più famosa è Lo Cunto de li Cunti ovvero lo trattenimiento de le piccerille, una raccolta di 50 fiabe tra cui La gatta Cenerentola, Ninnillo e nennella (da cui Hänsel e Gretel), Petrosinella (da cui Raperonzolo) e la bella addormentata nel bosco. Il volume venne pubblicato, solo dopo la sua morte, dalla sorella Adriana e circolò negli ambienti letterari di tutta Europa, dove le fiabe vennero tradotte e rielaborate da numerosi favolisti come Perrault e i Fratelli Grimm.

### Media

#### Televisione
La città è sede degli studi dell'emittente televisiva Tele Club Italia, attiva nel documentare fatti di cronaca, sport e politica dell'area nord di Napoli.
Oltre agli studi di Radio Svago web. Una web radio presente sul territorio che parla di sociale e di attualità.   
La città di Giugliano è citata più volte negli episodi della serie di Gomorra, nel momento in cui il clan Savastano decide di intervenire nelle elezioni comunali.

### Cucina
In occasione della festa patronale, il 27 gennaio, è tradizione cucinare polpette al sugo..

### Eventi
Durante il periodo natalizio viene organizzato Giugliano città Natale, evento in cui la magia del Natale incontra il mondo fantastico della fiaba. La manifestazione ospita anche concerti, spettacoli teatrali, cabaret e recitazioni delle fiabe del Basile per le strade cittadine interpretate da attori in costume d’epoca. Nel sale del Palazzo Pinelli viene allestito il Museo in realtà aumentata Giovan Battista Basile.
La città è stata sede di due importanti manifestazioni musicali: Agorà Jazz Festival e Liberevocifestival rassegna canora per interpreti e cantautori. È inoltre sede annuale del premio letterario “Minerva” organizzato dall’Associazione Culturale Minerva.

### Musica
Il nome della città è citato nella canzone Canto do mar del cantautore Pino Daniele.

## Geografia antropica

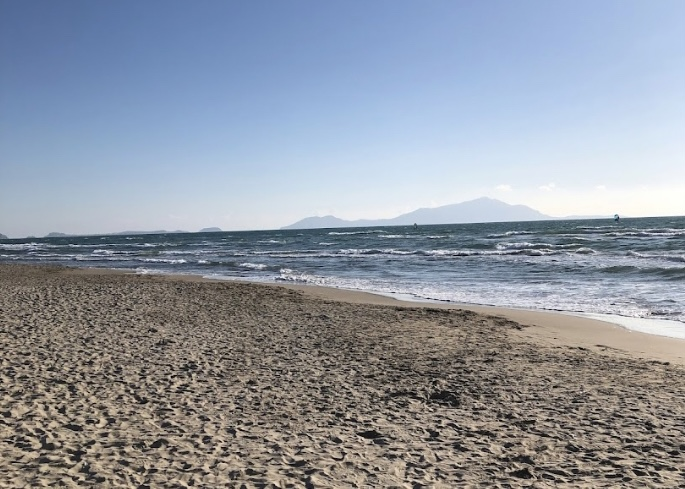
Veduta della spiaggia di Licola

### Quartieri e zone storiche
Le zone storiche e i quartieri antichi più conosciuti sono:
- Sant'Anna: è insieme alla zona di via Cumana il borgo più antico della città;
- Colonne: è il quartiere più a est della città, famoso per le "Colonne di Giugliano" da cui prende il nome;
- Monaci: è il quartiere originatosi intorno al convento francescano di Santa Maria delle Grazie;
- Camposcino: prende il nome probabilmente da "campo piscinum" (cisterna) o dalla antica popolazione degli Osci (Campo degli Osci);
- Madonna delle Grazie: è il quartiere in cui sorge la più antica chiesa di Giugliano, risalente ad alcuni anni prima dell'anno Mille, conserva l'omonimo affresco;
- Largo dell'Annunziata: è uno dei luoghi più iconici della città, sviluppatosi intorno alla piazza in cui è presente l'omonimo Santuario;
- Starza: il nome deriva probabilmente dalla parola spagnola "starcia" ovvero luogo seminativo[107];
- Selcione: antico quartiere nato sul Corso Campano che prende il nome da una grande selce[108], una sorta di cippo gromatico, già esistente nel XVIII secolo e ancora oggi visibile su un lato della strada all'incrocio con "Strada Literno";
- La discesa: attuale via Oasi del Sacro Cuore, è così nominata per il fatto che è leggermente in discesa rispetto a tutte le strade che confluiscono in essa;
- Sulla Cupa: attuale via Cupa Sant'Antonio, è quella strada che prolungandosi con la via "Marchesella" delimita l'attuale confine con il comune di Villaricca;
- Giù al pozzo: questa zona nei pressi di via Cumana, fa riferimento ad un antico pozzo, era, forse, la piazza principale del primo agglomerato urbano della città;
- Largo del Palazzo: attuale Piazza Matteotti, è la piazza in cui sorge l'antico Palazzo Ducale Pinelli;
- Casacelle: quartiere poco discosto dal centro storico, che comprende l'antico borgo di Casacelle, da cui il nome ed il più recente quartiere di sviluppo urbano. Questa zona con la realizzazione di numerose strutture sportive è divenuta una cittadella dello sport[109], essa è, inoltre, caratterizzata dalla presenza di molteplici parchi residenziali con palazzi di molti piani;
- Chalet: attuale Piazza Gramsci, prende il nome da un bar presente in questa piazza.

### Frazioni
Nella zona marittima vi sono tre frazioni: a nord vi è l’abitato di Lago Patria vicino all’omonimo lago e sede di un importante parco archeologico; nella parte centrale è posta Varcaturo, la più popolata, che si sviluppa prevalentemente lungo via Ripuaria; nella parte meridionale è situata Licola, località balneare in parte condivisa con il comune di Pozzuoli.

### Altre località
Oltre alle frazioni, Giugliano possiede numerose contrade, località e masserie, tra le quali: Acquafresca, Amodio Massariola, Appia-Parco Platani, Arco Sant'Antonio, Campanariello, Canosa, Cantoncello, Cantone, Carrafiello, Cavone, Cinistrelli, Contrada Fellapane, Country Park, Festinese, Fró Gianbattista, Grotta dell'olmo, I Gelsi, Lido Di Licola, Maccanico, Marchesa, Marina di Varcaturo, Masseria Vecchia, Monsignorella, Monte San Severino, Parco Mazzola, Parco Simone, Parco Verde, Pini, Ponte Di Ferro, Ponte Mazzotta, Ponte Riccio, Rannola, San Juliano, Troncone-Mancino, Zaccaria.

## Economia

### Agricoltura e mercato ortofrutticolo

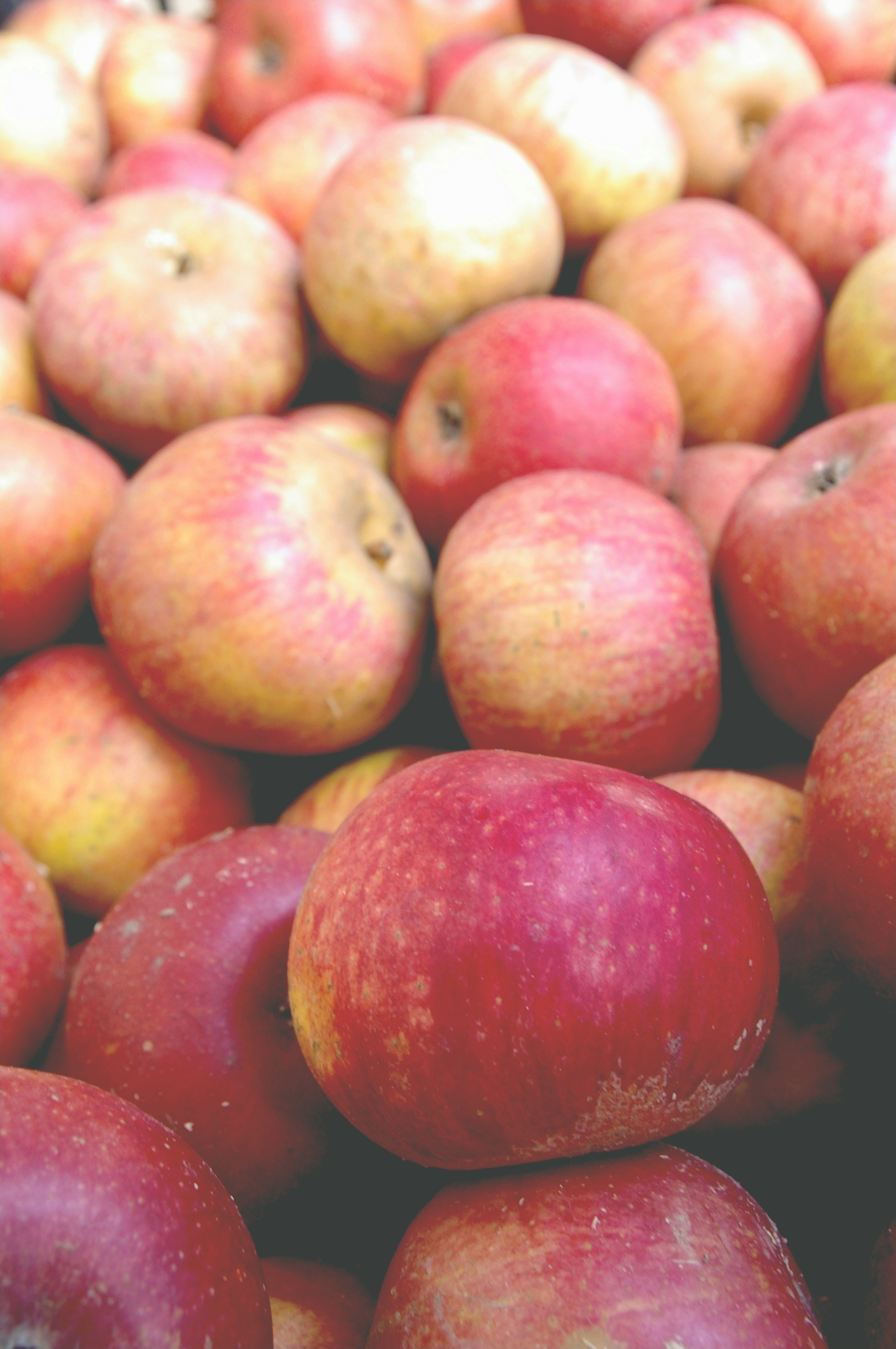
Melannurca campana

L'economia della città è da sempre legata alla produzione e commercio di prodotti agroalimentari. La città è uno dei più grandi poli ortofrutticoli d'Italia ed è soprannominata Città della mela annurca, una caratteristica mela locale apprezzata in tutto il mondo, tanto da meritarsi l'appellativo di "regina delle mele". Questo frutto è diffuso in tutto il sud Italia, ma principale luogo di lavorazione è stato in passato ed è in parte ancora Giugliano.
La nascita del mercato ortofrutticolo risale al 1920, l'area scelta ricadeva nel centro urbano e fu ben presto inadeguata. Il Comune nel 1930 mise a disposizione un'area pubblica di circa 5000 m², situata in Corso Campano, dove si svolsero le operazioni commerciali fino al 1989. La nuova struttura, più ampia, per ospitare il mercato fu inaugurata nel 1990 in Via Santa Maria a Cubito. Il mercato ortofrutticolo di Giugliano in Campania è il più grande della Campania e, in Italia, secondo solo a quello di Milano. Ha una superficie di 200.000 m² di cui una parte coperta con un movimento merci di circa un milione di quintali l'anno.

### Industria
L'area industriale della città di Giugliano è l'ASI Giugliano-Qualiano in località Ponte Riccio. Una delle aziende di maggior rilievo era la Divisione Elettronica di Leonardo che opera nel settore della elettronica per la difesa e nel campo delle comunicazioni che, fino al 2022, è stata presente a Giugliano come elemento di vanto per la città, ma della quale è prevista la imminente chiusura depauperando brutalmente un territorio già industrialmente povero. 
Le aziende del comparto industriale operano principalmente nei settori alimentare, farmaceutico, elettrotecnico, meccanico e chimico, alcune si occupano di gestione del ciclo dei rifiuti.

### Servizi
Le attività operanti nel settore dei servizi sono caratterizzate dalla prevalenza di unità di piccola o piccolissima dimensione, attive prevalentemente nel settore dell'edilizia, della lavorazione del metallo e dei generi alimentari.
Nel comune è situato il parco commerciale "Grande Sud", fino al 30 dicembre 2020 chiamato "Auchan Giugliano", inaugurato nel 2006 su un'area di 330.000 m² in una zona chiamata Chiatano, dal nome dell’omonima Masseria.

### Turismo
Il turismo della città si concentra soprattutto sul litorale domitio e sulla zona del Lago di Patria dove sono presenti i resti dell'antica città romana di Liternum legata a Scipione l'Africano. Sulle sponde del lago è possibile osservare numerose specie di uccelli migratori o stanziali, mentre nel periodo estivo vengono di solito organizzate gare di canottaggio regionali.
Il turismo estivo del litorale si concentra sul Lido di Licola e sulla Marina di Varcaturo, dove sono presenti numerose strutture alberghiere e di intrattenimento (bar, ristoranti, strutture sportive). Gli utenti interessati sono prevalentemente gli abitanti della stessa regione, mentre è limitato l'interesse di persone provenienti da zone più lontane.

## Infrastrutture e trasporti

### Strade
Il territorio giuglianese è attraversato da diverse strade extraurbane:
- Strada statale 162 NC Asse Mediano[118]
- SP 1 Circumvallazione Esterna di Napoli
- SP 335 ex SS 265 dei Ponti della Valle (Giugliano - Marcianise) che conduce in provincia di Caserta
- Strada statale 7 quater Via Domitiana che si collega alla tangenziale di Napoli
- Ex SP Domiziana
- SP 58 Via Santa Maria a Cubito

La principale strada del centro cittadino è il corso Campano (il cui nome deriva dall'antica via Campana che arriva fino a Pozzuoli), che percorre per quasi 4,5 km in direzione est-ovest il territorio, fino ad arrivare nei pressi della circonvallazione. Altra strada importante del centro è via Colonne, che unisce la città al territorio di Melito di Napoli e alla diramazione della via Appia (già strada Regia).

### Mobilità urbana
Il comune è servito dalle linee autobus di EAV, AIR Campania (subentrate a CTP) e ANM, società aderenti al Consorzio UnicoCampania per la tariffazione dei biglietti integrati. Inoltre, alcune linee di Trasporto Pubblico Locale sono gestite da Gepatour che non aderisce al consorzio.
La linea autobus più frequentata è la 162 di ANM che collega la stazione metropolitana di Giugliano, della linea Arcobaleno, con le stazioni di Chiaiano e di Frullone, della linea 1.
Giugliano non ha collegamenti diretti con il centro del capoluogo (Napoli), in quanto, sia le relazioni su ferro che quelle su gomma, terminano le loro corse alla periferia di Napoli.

### Ferrovie

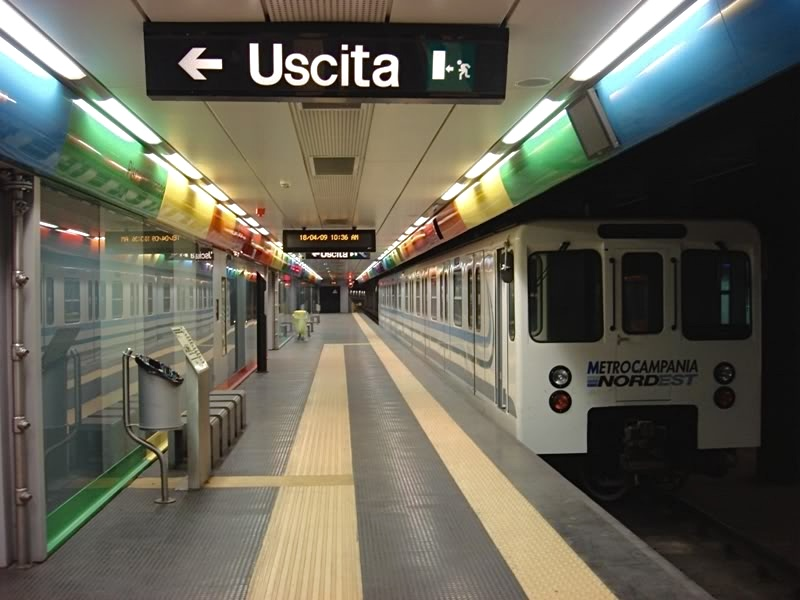
Treno della ferrovia Napoli-Giugliano-Aversa

Nella parte orientale della città è situata la stazione metropolitana di Giugliano della linea Napoli-Giugliano-Aversa meglio conosciuta come linea Arcobaleno, ricostruzione della vecchia ferrovia Alifana Bassa che fu in servizio fino al 1976 e che serviva il comune con la stazione di Giugliano-Villaricca. Tale relazione è gestita dall'Ente Autonomo Volturno (EAV).

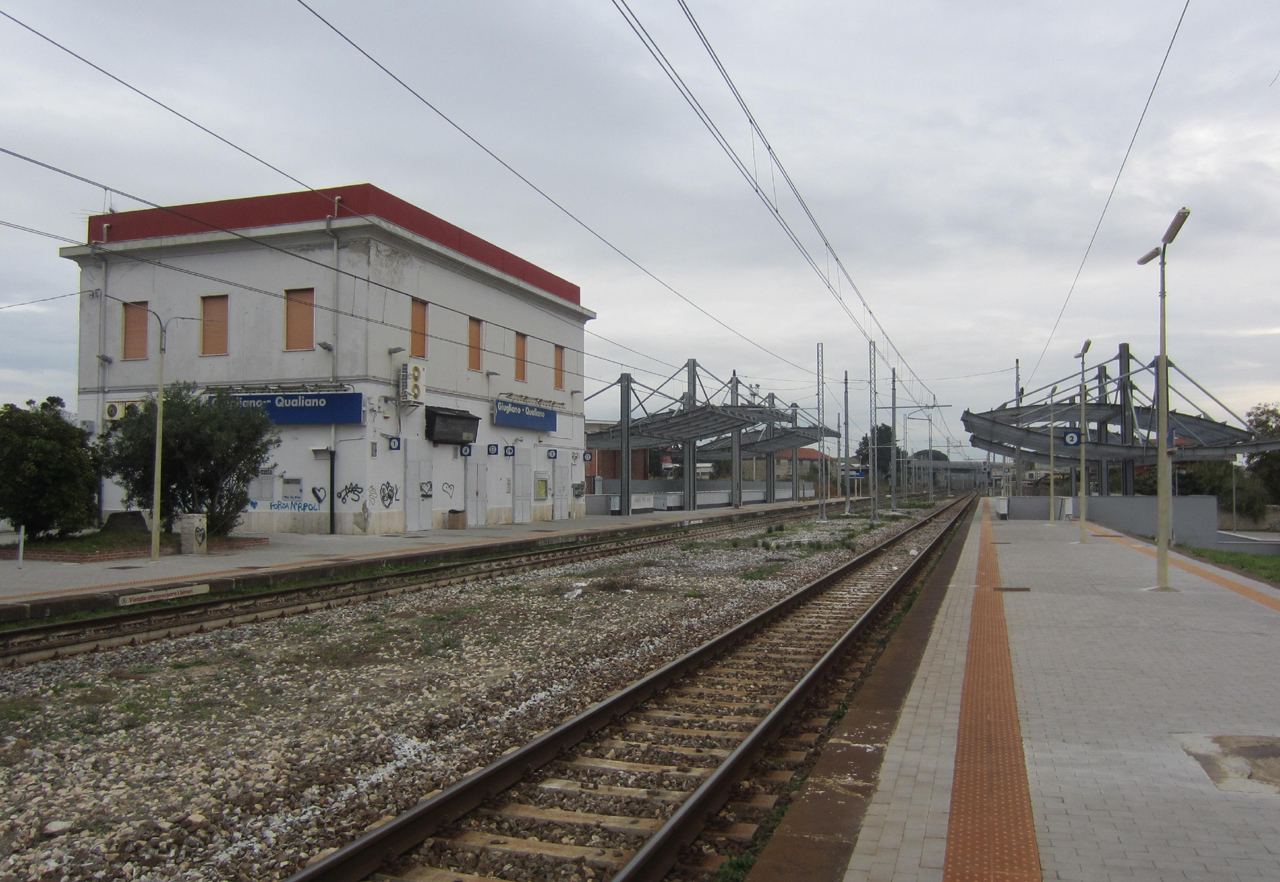
Stazione ferroviaria Giugliano-Qualiano

La stazione ferroviaria FS di Giugliano-Qualiano, posta lungo la ferrovia Villa Literno-Napoli e situata ad una decina di chilometri dal centro abitato (pertanto difficile da raggiungere), è servita dai treni regionali Villa Literno-Napoli Campi Flegrei svolti da Trenitalia nell'ambito del contratto di servizio stipulato con la Regione Campania. La movimentazione della stazione sita nella zona industriale risulta scarsissima.
Inoltre, a poche decine di metri oltre il confine di Giugliano, nel territorio comunale di Pozzuoli (frazioni Monterusciello e Licola), sono presenti la stazione di Grotta del Sole e la stazione di Licola della ferrovia Circumflegrea.
Linea tramviaria
Giugliano fungeva inoltre da capolinea di due ulteriori relazioni su ferro, la linea Napoli-Giugliano, facente parte delle cosiddette tranvie di Capodimonte, inaugurata nel 1900, incorporata nella rete urbana di Napoli e soppressa nel 1960, e da una diramazione della tranvia Napoli-Aversa, gestita dalla Société Anonyme des Tramways Provinciaux (SATP), inaugurata nel 1882 e soppressa nel 1959.
Progetti intercomunali
Tra il 2022 e il 2023 venne approvato dalla città metropolitana di Napoli il nuovo Piano Urbano della Mobilità Sostenibile, che prevedeva la progettazione di un collegamento, con bus o tramvia a sede riservata, detto Gronda Ovest, che dalla stazione di Chiaiano della Linea 1 potrebbe passare per i comuni di Mugnano, Marano, Calvizzano, Villaricca, Qualiano e Giugliano, fino alla stazione di Licola della Circumflegrea.
Nello stesso PUMS è presente una ulteriore opera, detta Gronda Est, che dovrebbe collegare la fermata di Giugliano della Linea Arcobaleno con l'Agro nolano; contestualmente a quest'opera è in progetto anche un "baffo di collegamento" tra Gronda Ovest e Gronda Est che parte nel territorio del comune di Calvizzano.
Il 28 gennaio 2025 venne presentato il piano del Comune e della Città Metropolitana di Napoli per il potenziamento del trasporto rapido di massa, e tra i progetti presentati da far finanziare al Ministero dei Trasporti venne riproposto il progetto "Gronda Ovest" come monorotaia sopraelevata che da Scampia segue il tragitto della Circumvallazione Esterna di Napoli e collega Mugnano, Villaricca, Giugliano e Qualiano.

## Sport
Ha sede nel comune la società Giugliano Calcio 1928, che ha disputato diversi campionati professionistici e vinto lo Scudetto Dilettanti nel 1998. Dalla stagione 2022-2023 milita nel girone C della Serie C.
Nel 2022, nella frazione di Lago Patria, venne fondata Lago Patria FC, una squadra di calcio che milita nel campionato di terza categoria.
Dal 1977 al 1990 era attiva l'Associazione Calcio Femminile Giugliano, vincitrice di uno scudetto di Serie A e due Coppe Italia.
In occasione dei Giochi della XVII Olimpiade di Roma del 1960 la fiamma olimpica attraversò le vie di Giugliano.

### Impianti sportivi

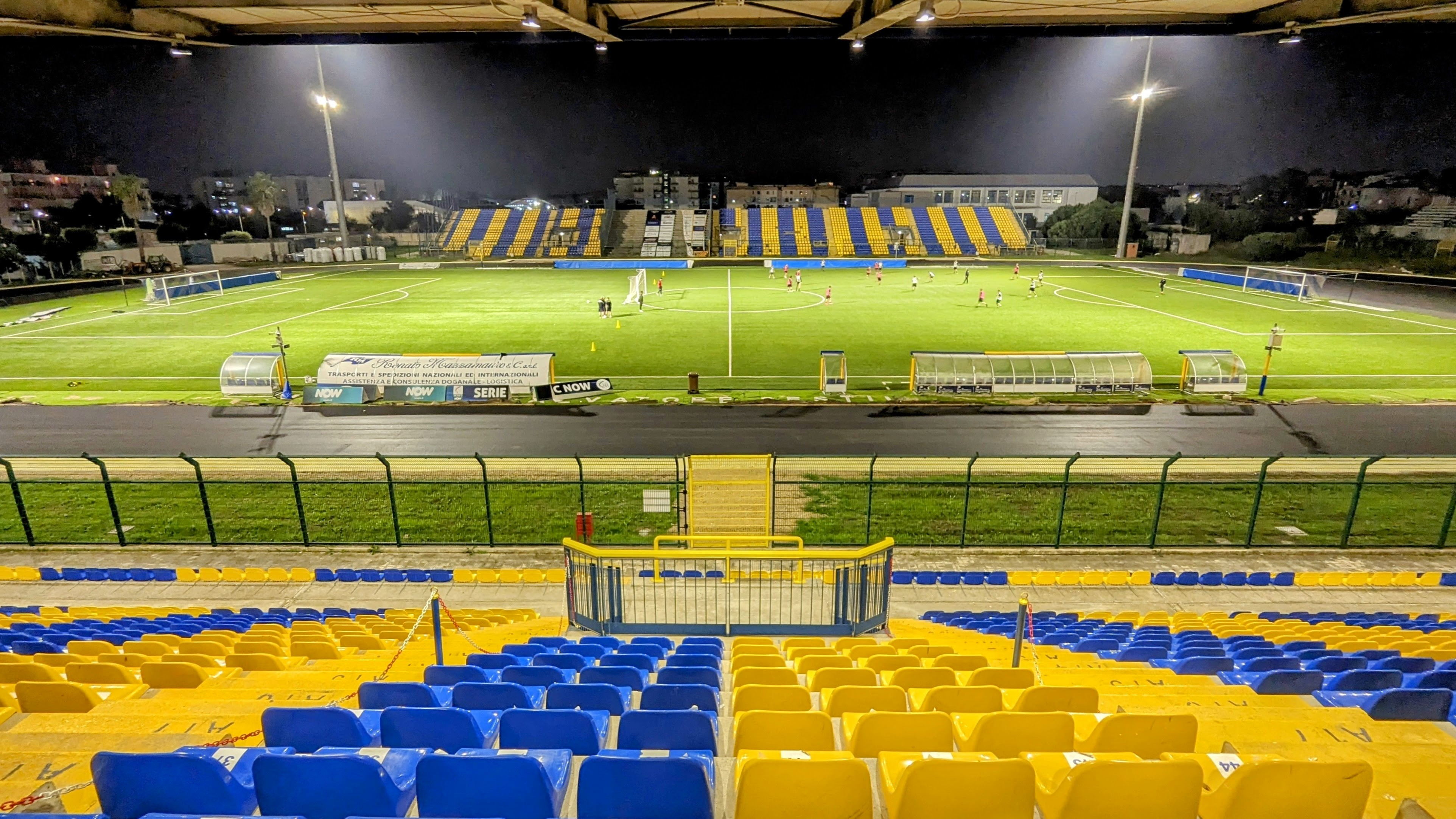
Stadio Alberto De Cristofaro

Nel quartiere Casacelle sono siti i principali impianti sportivi della città: 
- Stadio Alberto De Cristofaro, impianto da 6.000 posti
- Palazzetto dello sport "Mena Morlando e Antonio De Rosa", arena coperta da 1.500 posti[136]
- Piscina comunale, con vasca olimpionica
- Centro sportivo polivalente "Anthares", con campi di tennis e calcio a 5
- Centro sportivo polivalente "PalaTecfi", con palestra e campo di calcio a 8.

Altri impianti sono:
- Stadio del Remo sul Lago Patria per il canottaggio
- Centro sportivo "Liternum" a Varcaturo (in disuso dal 2013[137])